# Rochefort-en-Terre
Pour les articles homonymes, voir Rochefort.
Rochefort-en-Terre [ʁɔʃfɔʁ ɑ̃ tɛʁ] est une commune française, située dans le département du Morbihan en région Bretagne. En 2016, Rochefort-en-Terre a été élu « Village préféré des Français ».

## Géographie

### Situation
| - Carte topographique de la commune de Rochefort-en-Terre. |

| Pluherlin | Pluherlin          |          |
| Pluherlin | Rochefort-en-Terre | Malansac |
| Pluherlin |                    | Malansac |

La commune de Rochefort-en-Terre, de petite superficie, est bâtie sur le flanc sud d'une crête rocheuse bordée au nord par les Landes de Lanvaux. Elle est entourée par les communes de Pluherlin et de Malansac. Le ruisseau de Saint-Gentien (ou Gueuzon), modeste affluent de rive droite de l'Arz, forme un méandre qui entoure et sert de limite à la commune au sud, à l'est et au nord-est, un de ses affluents lui servant de limite au nord-ouest du finage communal, lequel a un relief assez accidenté : si les cours d'eau précités coulent entre 40 mètres côté amont pour le ruisseau de Saint-Gentien à son entrée sur le territoire communal (au niveau de l'étang du Moulin neuf) et 23 mètres d'altitude (à la sortie du territoire communal), le château se trouve à l'emplacement du point le plus élevé, à 63 mètres d'altitude.
La partie rurale est très peu étendue et se trouve essentiellement à l'ouest et au sud-ouest de la ville ancienne (quartiers de la Mare, la Vacherie et la Croix aux Moines) où se développe la périurbanisation, la ville ancienne ne pouvant s'étendre en raison de son emplacement exigu et des mesures de protection du site.
La ville est traversée par la D 777 (ancienne Route nationale 777) qui se dirige vers l'ouest vers Questembert et vers l'est vers La Gacilly, une déviation, la D 777a permettant de contourner la ville par le nord. Au sud-est, La D 21 relie Rochefort-en-Terre à Malansac. Questembert et Malansac disposent de gares sur la Ligne ferroviaire de Rennes à Quimper via Redon.

### Hydrographie
Pour un article plus général, voir Réseau hydrographique du Morbihan.
La commune est située dans le bassin Loire-Bretagne. Elle est drainée par le Saint Gentien et un autre petit cours d'eau,.
Le Saint-Gentien, d'une longueur de 10 km, prend sa source dans la commune de Questembert et se jette  dans l'Arz à Pluherlin, après avoir traversé quatre communes. 

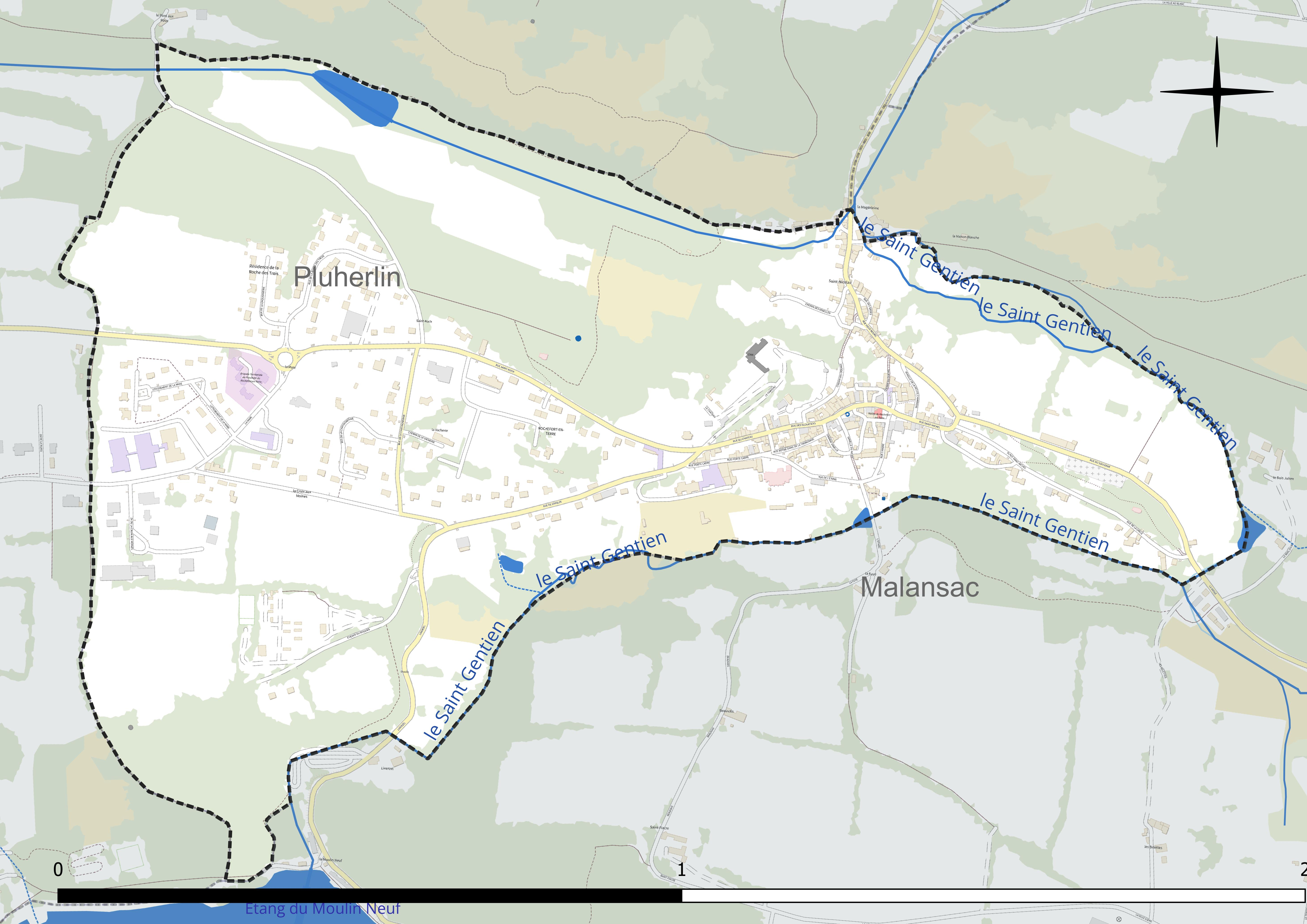
Réseau hydrographique de Rochefort-en-Terre.

### Climat
Pour des articles plus généraux, voir Climat de la Bretagne et Climat du Morbihan.
En 2010, le climat de la commune est de type climat océanique franc, selon une étude du CNRS s'appuyant sur une série de données couvrant la période 1971-2000. En 2020, Météo-France publie une typologie des climats de la France métropolitaine dans laquelle la commune est exposée à un climat océanique et est dans la région climatique  Bretagne orientale et méridionale, Pays nantais, Vendée, caractérisée par une faible pluviométrie en été et une bonne insolation. Parallèlement l'observatoire de l'environnement en Bretagne publie en 2020 un zonage climatique de la région Bretagne, s'appuyant sur des données de Météo-France de 2009. La commune est, selon ce zonage, dans la zone « Intérieur Est  », avec des hivers frais, des étés chauds et des pluies modérées.  
Pour la période 1971-2000, la température annuelle moyenne est de 11,7 °C, avec une amplitude thermique annuelle de 12,9 °C. Le cumul annuel moyen de précipitations est de 887 mm, avec 12,9 jours de précipitations en janvier et 6,3 jours en juillet. Pour la période 1991-2020, la température moyenne annuelle observée sur la station météorologique la plus proche, située sur la commune de Pleucadeuc à 7 km à vol d'oiseau, est de 11,9 °C et le cumul annuel moyen de précipitations est de 907,2 mm,. Pour l'avenir, les paramètres climatiques de la commune estimés pour 2050 selon différents scénarios d’émission de gaz à effet de serre sont consultables sur un site dédié publié par Météo-France en novembre 2022.

## Urbanisme

### Typologie
Au 1er janvier 2024, Rochefort-en-Terre est catégorisée commune rurale à habitat dispersé, selon la nouvelle grille communale de densité à sept niveaux définie par l'Insee en 2022.
Elle est située hors unité urbaine et hors attraction des villes,.

### Occupation des sols
L'occupation des sols de la commune, telle qu'elle ressort de la base de données européenne d’occupation biophysique des sols Corine Land Cover (CLC), est marquée par l'importance des territoires artificialisés (36,5 % en 2018), en augmentation par rapport à 1990 (33,5 %). La répartition détaillée en 2018 est la suivante : 
zones urbanisées (36,5 %), forêts (30,8 %), prairies (15,5 %), zones agricoles hétérogènes (15,3 %), milieux à végétation arbustive et/ou herbacée (1,9 %), eaux continentales (0,1 %). L'évolution de l’occupation des sols de la commune et de ses infrastructures peut être observée sur les différentes représentations cartographiques du territoire : la carte de Cassini (XVIIIe siècle), la carte d'état-major (1820-1866) et les cartes ou photos aériennes de l'IGN pour la période actuelle (1950 à aujourd'hui).

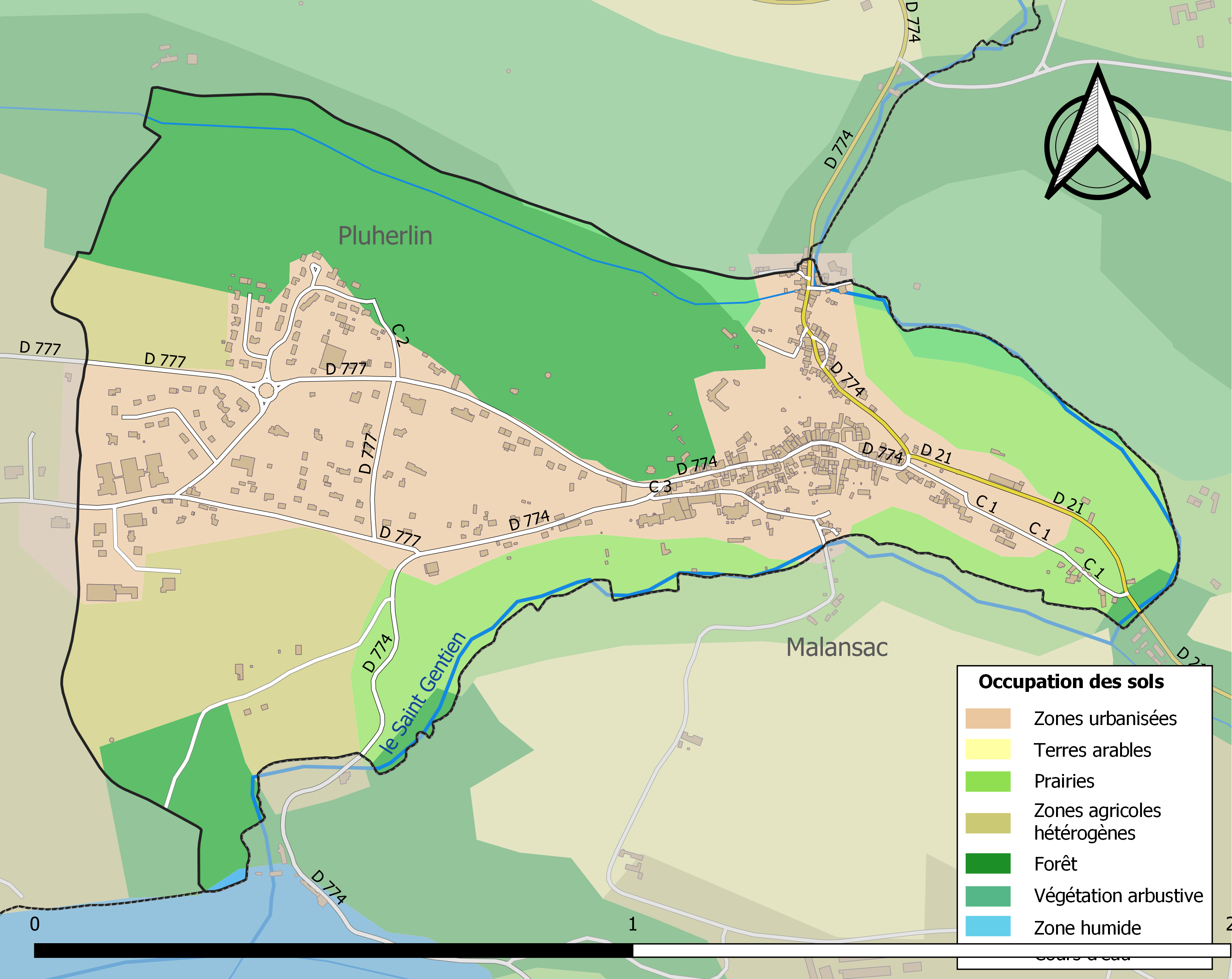
Carte des infrastructures et de l'occupation des sols de la commune en 2018 (CLC).

## Toponymie
Attesté sous la forme latine Rupes Fortis en l'an 1260.
Roc'h-an-Argoed en breton[réf. nécessaire].
Si le toponyme français est une traduction littérale du toponyme latin, la traduction du toponyme breton serait "Rocher de l'Argoat", « Rocher du pays des terres »[pas clair].

## Histoire

### Moyen-Âge
Le prieuré Saint-Michel de la Grêle fut fondé dès le XIe siècle par l'un des premiers seigneurs de Rochefort à l'emplacement de la chapelle Saint-Michel.
La cité est dotée au XIIe siècle d'un château construit sur l'éperon rocheux par les seigneurs de Rochefort. Il a été construit selon un plan pentagonal  et prend la place d'anciennes fortifications gallo-romaines. Le bourg se développe à partir du château et son nom apparaît en 1260 sous la forme de Rupes castris. Il comporte de nombreux services administratifs et est le siège d'une seigneurie puissante : dès le XIIe siècle, la châtellenie de Rochefort figure parmi les principales seigneuries du pays vannetais. Le domaine seigneurial s'étendait sur plus de 5 000 hectares.
Le plus ancien seigneur de Rochefort connu est Thibaud, qui vivait en 1280. Cette seigneurie fut érigée en châtellenie en 1304 en faveur de Thébaud par le duc Jean Ier de Bretagne ;  Guillaume IV de Rochefort fut évêque de Léon entre 1346 et 1349 ; en 1374, la seigneurie passa aux mains de la maison de Rieux par le mariage le 16 février 1374 de Jean III de Rieux (1377-1431), avec Jeanne de Rochefort. En 1440 Jean de Rieux fonda le monastère des Cordeliers de Saint-François de Bodelio, situé à Malansac. Le 30 mars 1498, Jean IV de Rieux, sire de Rieux et de Rochefort, ordonne que pendant toute sa vie, en l'église de La Tronchaye, soient dits tous les jours « matines, prime, tierce, sexte, none, vêpres et complies, avec une messe votive, à diacre et sous-diacre, comme dans les églises cathédrales ou collégiales ». En conséquence il créa six chapelains et un doyen, et assigna aux premiers trente livres monnaie de rente, et aux seconds quarante livres, et quinze livres qu'il promit pour l'entretien du luminaire. Son fils Claude de Rieux (1497-1532), rendit cette fondation perpétuelle par ses lettres du 1er juin 1527.
La seigneurie de Rochefort avait haute, moyenne et basse justice, ferme-droit, fief de haubert, justice à feu et à sang, fourches patibulaires à quatre poteaux, ceps et colliers et, avec juridiction souveraine sur les paroisses de Rochefort, Malansac, Pluherlin, Pleucadeuc, Questembert, Elven, Molac, Berric et Sulniac.
La châtellenie s'étendait sur une dizaine de paroisses ; au sud, celles de Limerzel, Questembert, Péaule, Caden fournissaient les ressources issues de la culture et de l'élevage ; au nord, celles de Pluherlin et Malansac le bois des Landes de Lanvaux ; au centre se situait le bourg aux fonctions artisanales et commerçantes.

### Temps modernes

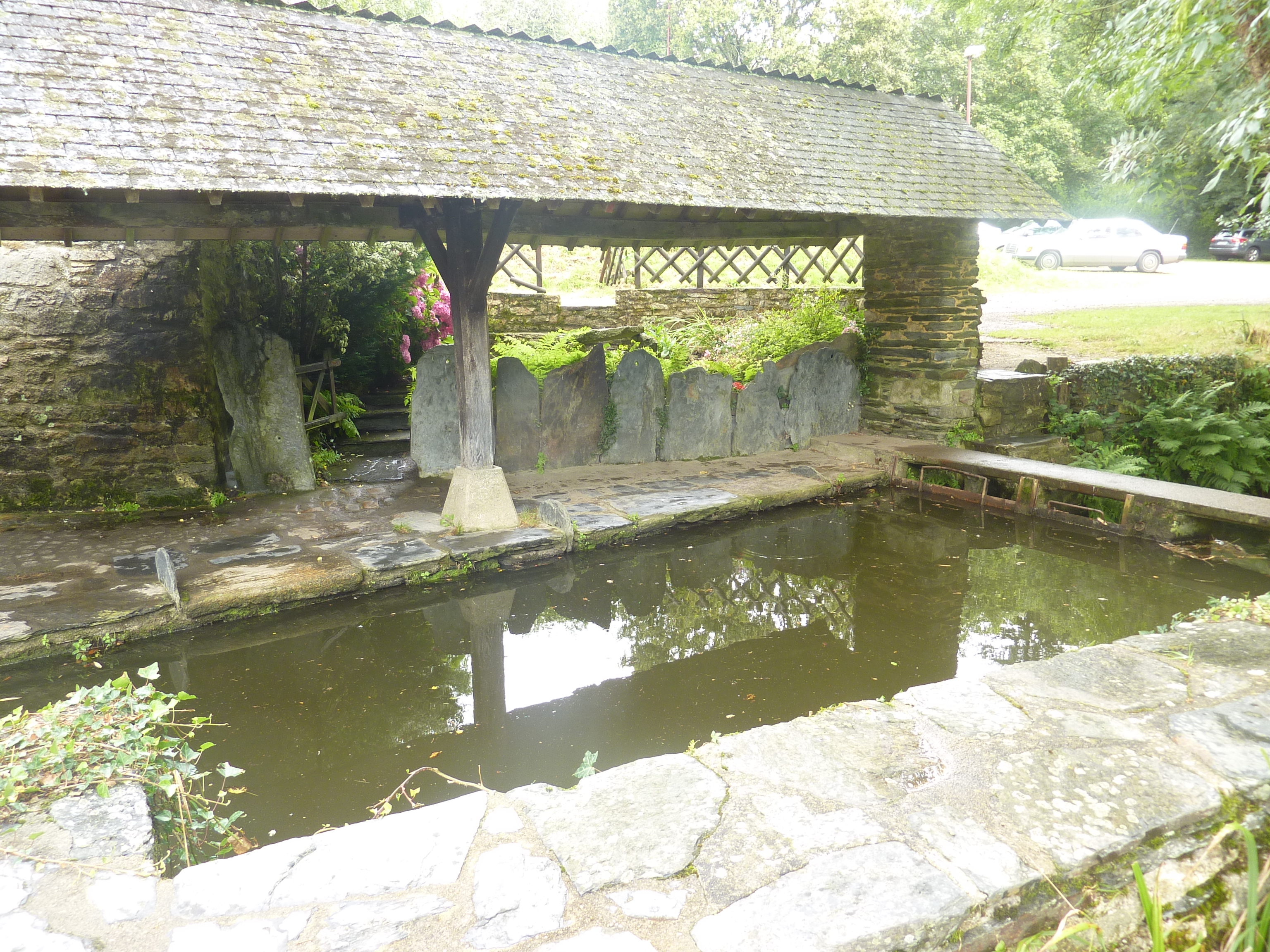
Rochefort-en-terre : lavoir (rénové) datant du XVIe siècle.

La chapelle Saint-Roch, dédiée à saint Roch, fut construite en 1527 après l'éradication d'une épidémie de peste.
Pendant les Guerres de la Ligue, en novembre 1592, le prince de Conti et le maréchal d'Aumont assiégèrent la ville et le château de Rochefort, qui résistèrent à ces attaques « et à plus de 2 500 coups de canons qui ne purent faire une brèche pour l'assaut ». Le 10 décembre 1592, le duc de Mercœur fit lever le siège. En 1594, Nicolas de Talhouët prit le château et le fit raser. Il a été depuis reconstruit et appartint au XVIIIe siècle à la maison de Nétumière.
Jean-Baptiste de Larlan Kercadio et son fils François Julien de Larlan Kercadio, tous deux comtes de Rochefort, furent aussi tous les deux présidents à mortier au Parlement de Bretagne. En 1737, leur petit-fils et fils « haut et puissant seigneur Messire Jean Anne Vincent Larlan de Kercadio, chevalier (...) », mousquetaire, est comte de Rochefort, marquis de la Dobrays, seigneur de Questembert, etc. et des châtellenies de Malestroit et autres lieux.
Cinq missions paroissiales prêchées par des Lazaristes, furent organisées à Rochefort en 1707, 1718 ,1733, 1745 et 1761.
Jean-Baptiste Ogée décrit ainsi Rochefort en 1778 :

« Rochefort ; petite ville et trève de la  paroisse de Pluherlin, près de la rivière d'Ars ; à 7 lieues à l'est de Vannes, son évêché, à 15 lieues de Rennes et à 4 lieues ½ de Redon, sa subdélégation. Le séjour de l'endroit est très agréable. On y remarque un très beau château et une collégiale.(...) Rochefort, Keralio et annexes forment une haute justice, qui appartient à Madame de Nétumière. »

### Révolution française

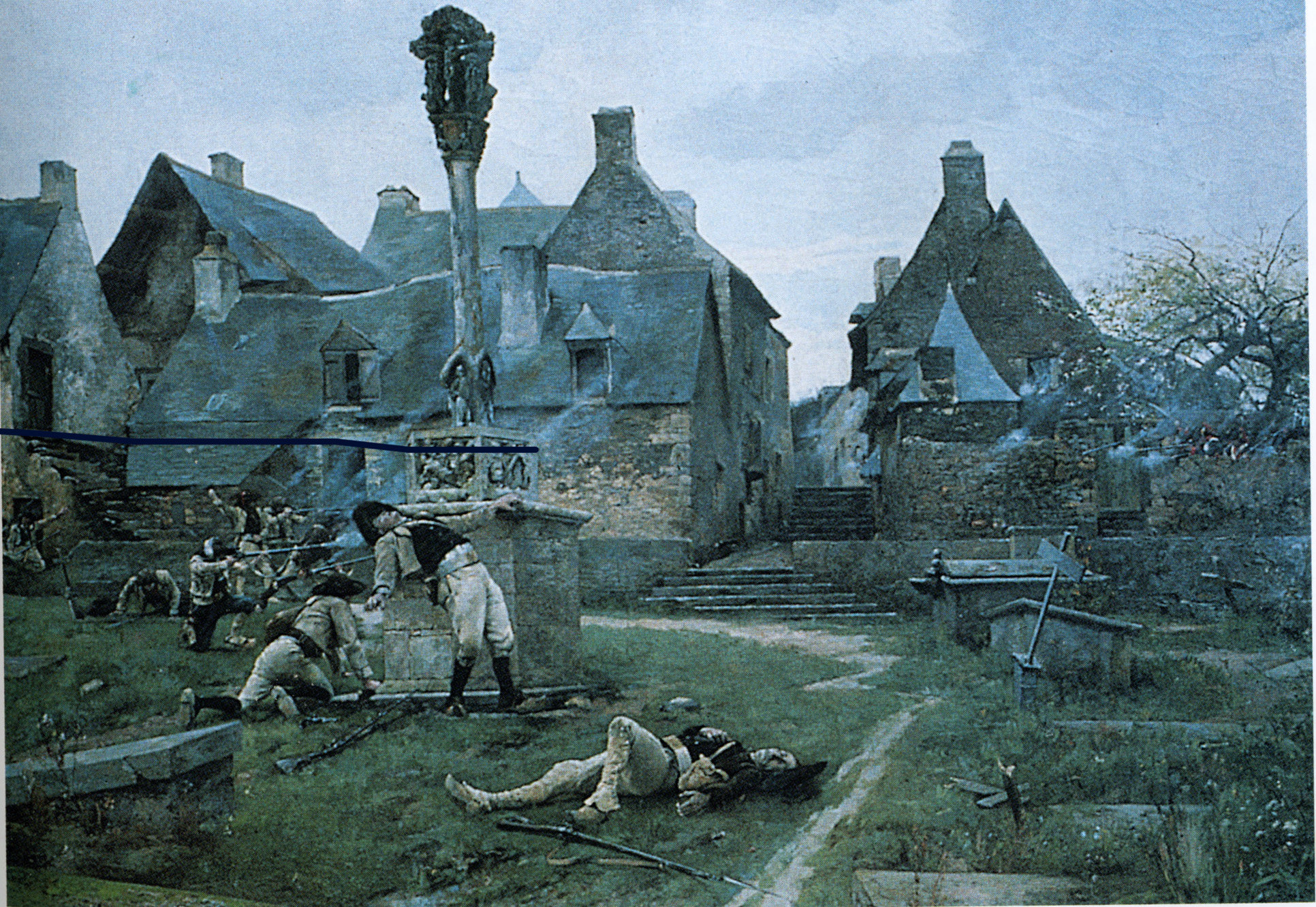
Alexandre Bloch : Défense de Rochefort-en-Terre, 29 avril 1793 (tableau de 1885, Conseil général du Morbihan).

En mars 1793, le château fut assigné et pris par les chouans. Trois administrateurs du district (Lucas Boucherel, Duquerno et Denoual), qui faisaient partie de la vingtaine de républicains qui s' y étaient réfugiés, qui s'étaient rendus pour éviter la mise-à-sac de la ville et obtenir la vie sauvé, furent massacrés sauvagement et leurs restes promenés à travers les rues de la ville. La commune a pris les noms de Rochefort-des-Trois et de Roche-des-Trois pendant quelques années.
 Elle fut chef-lieu de district de 1790 à 1795.

### LeXIXesiècle
En 1800, Rochefort est chef-lieu de canton. Une activité industrielle s'y développe autour des ardoisières, des clouteries et tanneries.
A. Marteville et P. Varin, continuateurs d'Ogée, décrivent ainsi Rochefort en 1843 :

« Rochefort : commune formée de l'ancienne ville et paroisse de ce nom, aujourd'hui cure de 2e classe. En 1790, Rochefort fut créé chef-lieu de district. Il y a aujourd'hui en cette ville bureau de poste, brigade de gendarmerie à pied, bureau d'enregistrement, perception des contributions directes. (...) Rochefort est une petite ville située au fond d'un vallon abrupt que forme l'une des extrémités de la chaîne ds montagnes schisteuses dans laquelle est l'exploitation ardoisière de Malansac. Les ruines du vieux château qui donna son nom à cette ville la dominent encore et semblent, du haut de leur colline rocheuse, veiller sur elle. La collégiale de La Tronchaye (...) a subsisté telle que le maréchal de Rieux l'avait instituée. Depuis, elle est devenue l'église paroissiale de Rochefort ; c'est un édifice irrégulier, dont la construction peut remonter aux premières années du XVe siècle. Sa façade nord est assez belle, mais elle semble avoir été enfouie par l'élévation assez extraordinaire du cimetière, qui la borde. Les tombeaux des seigneurs de Rochefort étaient dans cette église ; ils furent détruits pendant la Révolution. L'on dit qu'une sainte Vierge et un saint Joseph ne sont autres que deux statues d'une comtesse et d'un comte de Rochefort, sauvées alors de la destruction. (...) Le vieux château de Rochefort, à demi ruiné du temps de la Ligue, puis rebâti, a été détruit dans les guerres de la Révolution, à la suite d'un combat entre les insurgés bretons et les Républicains, qui s'en emparèrent. Il y a foire le deuxième lundi de chaque mois ; marché tous les mardis. (...) Géologie : schiste argileux. On parle le français. »

L'abbé Pierre Marot, précédemment recteur de Sérent, fut curé de Rochefort-en-Terre pendant 21 ans à partir de 1844. Il fit des recherches archéologiques, découvrant des objets de l'âge de pierre et de l'âge du bronze.
Un texte publié en 1887 présente les ardoisières exploitées depuis longtemps à Rochefort-en-Terre : « La société actuelle date de 1860 (...) : elle exploite (...) quatre carrières à ciel ouvert ou en galerie. Elle occupe 350 à 400 ouvriers et produit 16 millions d'ardoises [par an] (...), expédie ses ardoises dans toute la France. (...). Il convient, au sujet de l'ardoise de Rochefort, d'insister sur sa dureté, son élasticité et sa résistance à la flexion, qualités premières de tout schiste ardoisier ».
En 1892, la commune prend le nom de Rochefort-en-Terre.

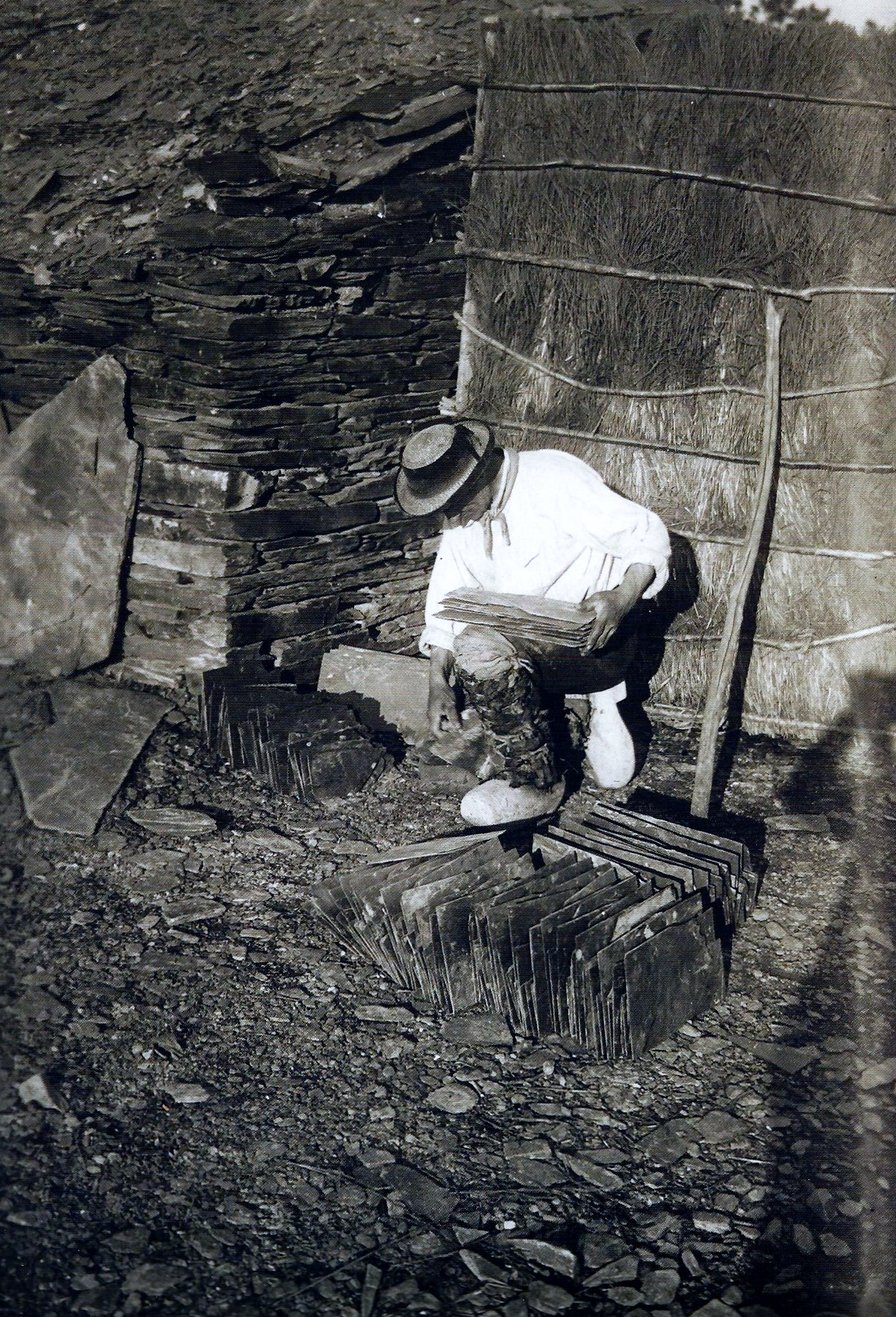
Paul Géniaux : Tailleur d'ardoises à Rochefort-en-Terre vers 1895 (Musée de Bretagne, Rennes)
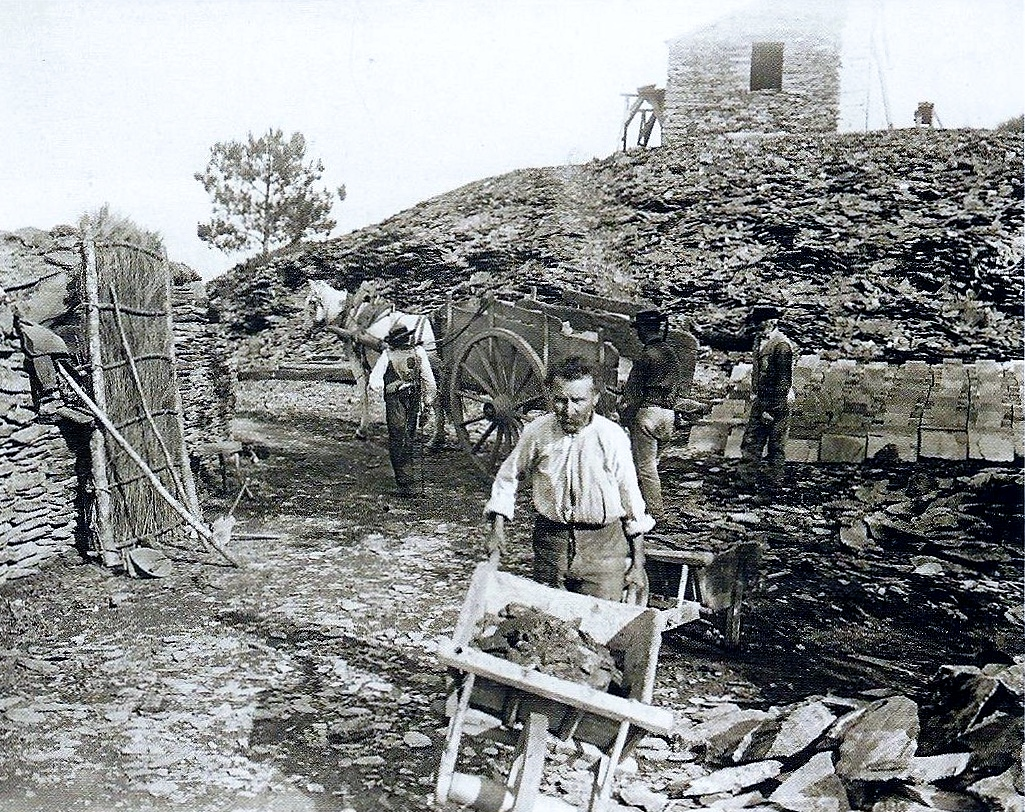
Paul Géniaux : Carrière d'ardoises à Rochefort-en-Terre vers 1895 (Musée de Bretagne, Rennes).
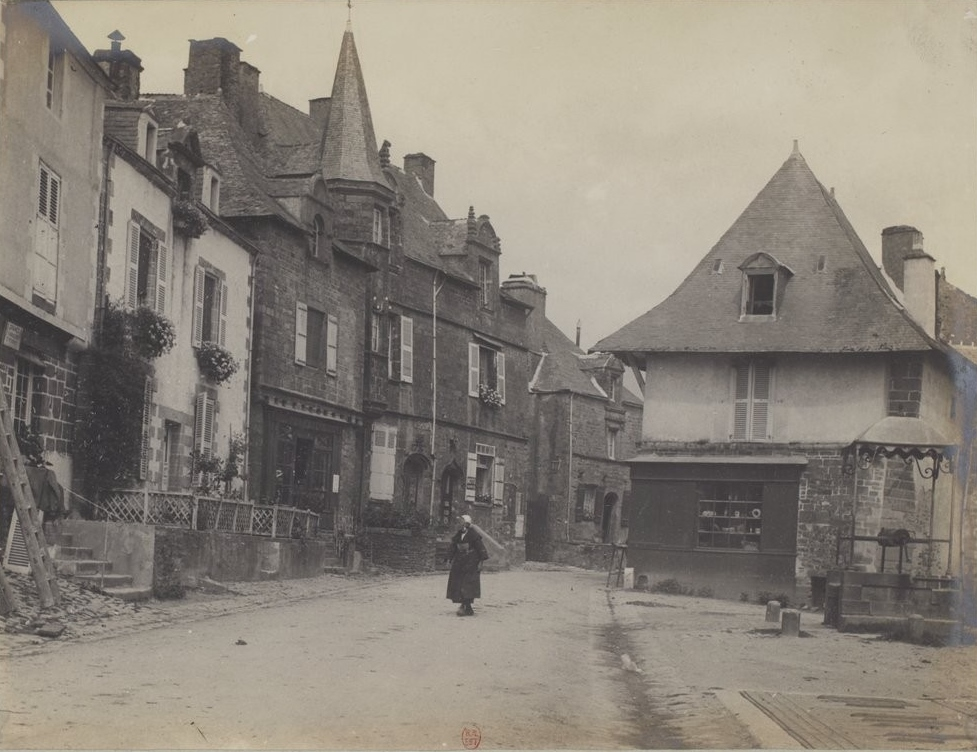
Rochefort-en-Terre vers 1900 1
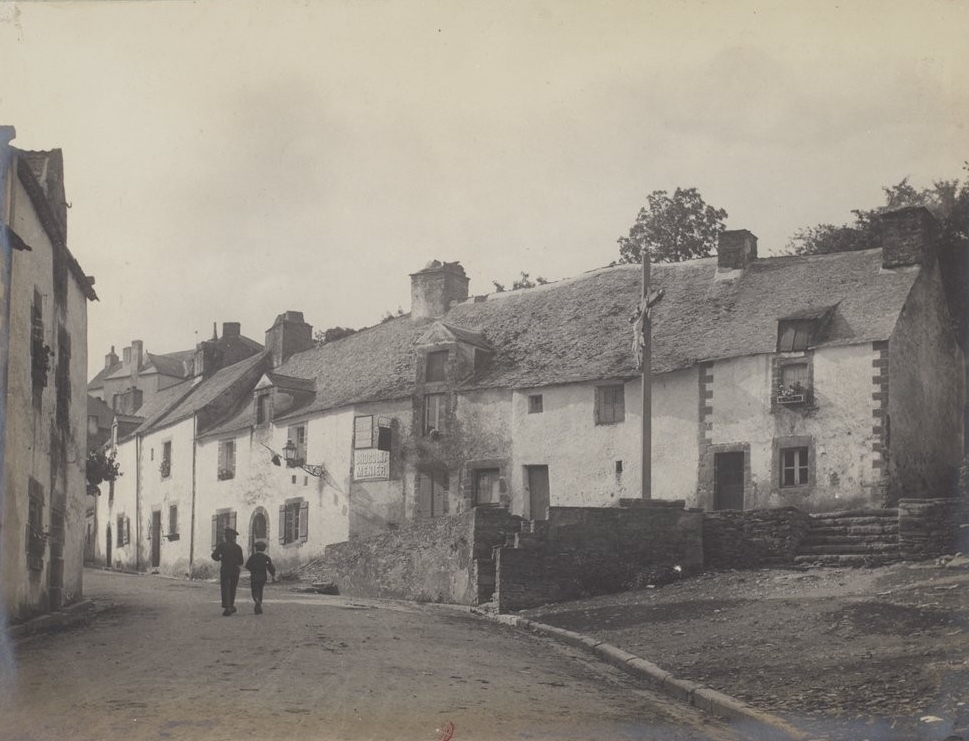
Rochefort-en-Terre vers 1900 2

Vers la fin du XIXe siècle, début 1900, Naïa, une sorcière connue, hantait à Rochefort-en-Terre le vieux château ruiné des Rieux. « Instruite, intelligente, crainte et respectée, elle fait le bonheur des photographes. On la prétend capable de manipuler les braises, de lire entre les lignes de la main, de prédire l'amour, de parler au démon Gnâmi et, bien entendu, de jeter des sorts... ». Aujourd'hui un musée, situé dans ce même château qu'elle aurait arpenté, porte son nom : le Naia Museum.  Dans son livre "La vieille France qui s'en va", Charles Géniaux raconte sa rencontre avec cette figure emblématique du village:

« J'étais arrivé depuis quelques jours à Rochefort-en-Terre, une exquise petite ville moyenâgeuse du pays morbihannais. À l'hôtel Lecadre, dans la salle à manger décorée par quelques peintres connus, comme Joubert, Grolleron, Bloch, Stevens, on causait Bretagne et Bretons, croyances et superstitions, miracles et sortilèges. 
"Nous possédons dans le canton une sorcière authentique, affirme notre aimable hôtesse.
- Vous plaisantez madame?
- Je parle très sérieusement, et même... je crois un peu au pouvoir étrange de cette bonne femme. On l'appelle Naïa. Je l'ai toujours connue très vieille, et songez que j'ai moi-même cinquante ans! Dans mon enfance, elle m'a annoncé à peu près tout ce qui m'est arrivé.
(...)
Naïa était assise à l'entrée d'une niche enlierrée, un gros bâton ferré à la main.

"Ah ah! mon fils! tu voulais voir la sorcière!"

Je lui expliquai mon désir d'entrer en relation avec elle.

"Oui, dit-elle très bas, tu viens pour rire ensuite avec les autres!"

Je protestai, et à tout hasard lui racontai que j'écrivais et que je serais bien aise d'avoir des photographies d'elle.

"Non, non, pas aujourd'hui, je ne veux pas."

Après un silence elle reprit

"Ainsi tu parleras de moi dans les journaux, et tu dessineras ma figure?"

(...)

Tandis qu'elle causait, j'examinai attentivement la sorcière. Elle me parut une femme robuste de soixante années. Ses traits, son front ridé, pouvaient être d'une centenaire, cependant que ses mains charnues et solides démentaient la vieillesse précoce du haut de son visage. Mais je n'oublierai jamais les yeux de cette curieuse jeteuse de sorts. Ils sont blancs, gros, hagards. J'ai écrit blancs, je devrais dire laiteux, brouillés. J'aurais conclu à la cécité de Naïa; mais, par un phénomène inexplicable, ce brouillard qui masque ses pupilles ne l'empêchait nullement d'apercevoir fort loin les moindres détails d'une scène, ainsi qu'elle me le prouva. Ses cheveux encore noirs débordaient sur les épaules. Son costume, à l'allure romantique, se composait d'un énorme châle très propre et d'une robe de laine grossière. »

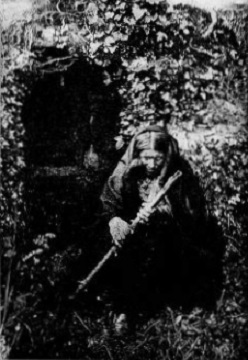
Charles Géniaux : Comment Naïa m'est apparue lors de notre première rencontre.
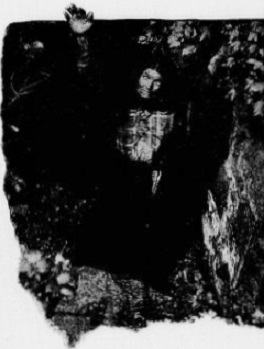
Charles Géniaux : Une des apparitions de Naïa qui effraie tant les paysans.
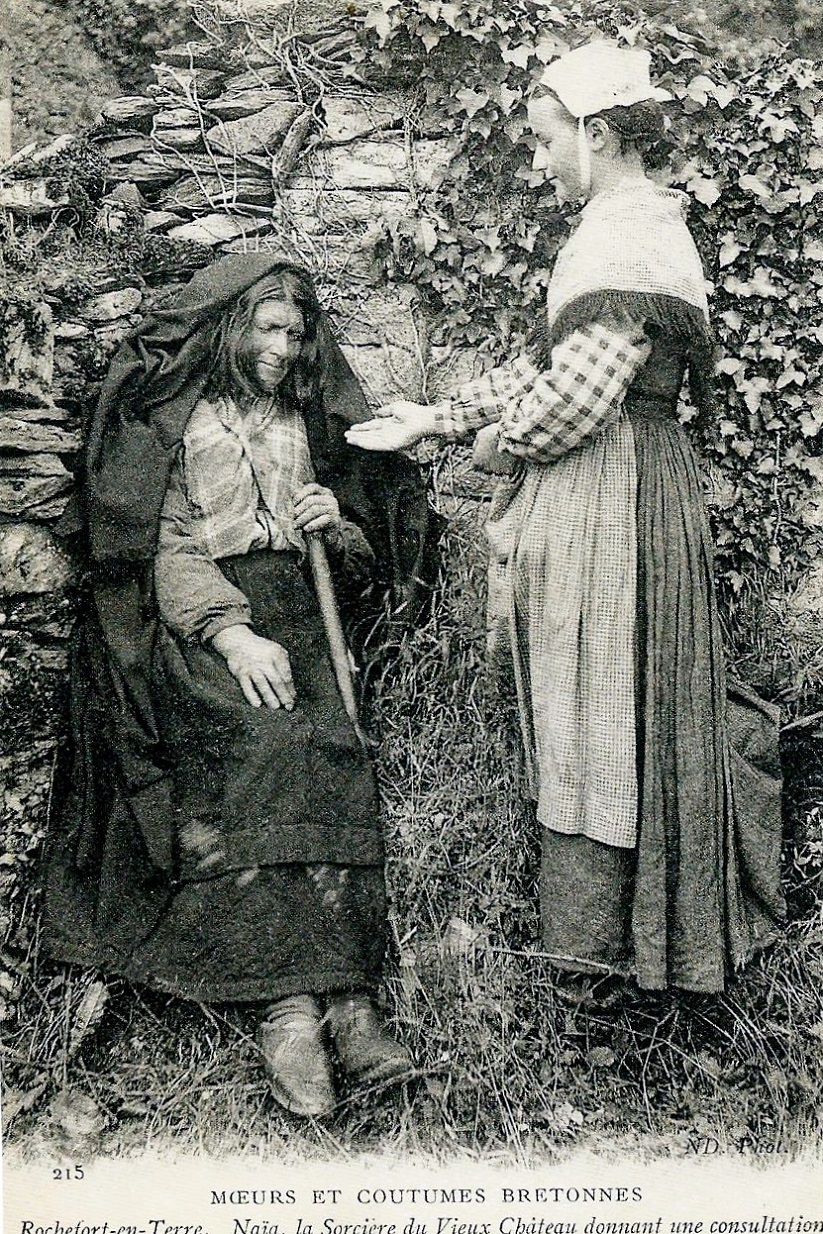
Naïa la sorcière donnant une consultation (carte postale ND Photo).

### LeXXesiècle

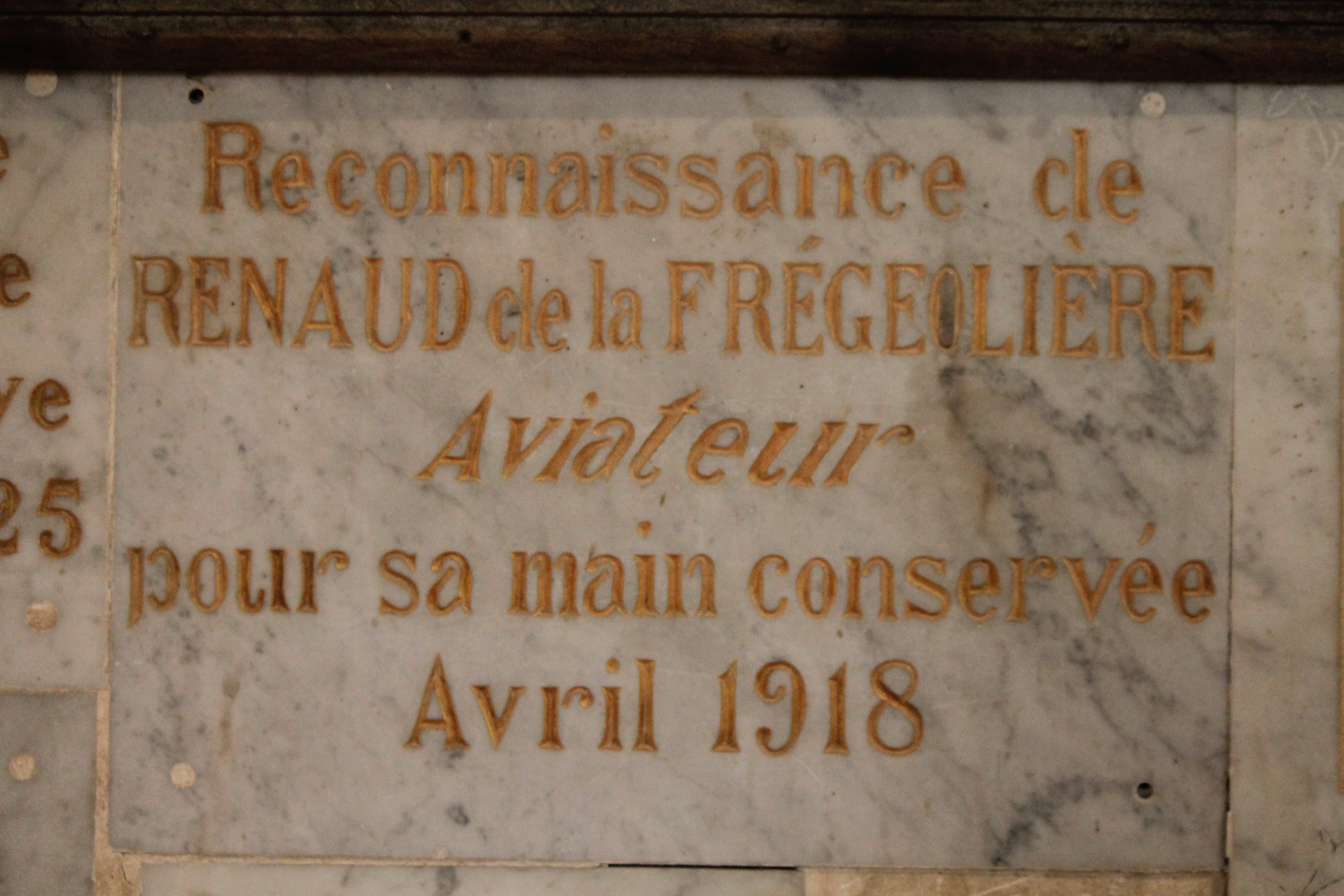
Ex-voto de Renaud de la Frégeolière, aviateur, « pour sa main conservée, avril 1918 », dans l'église Notre-Dame de la Tronchaye.

#### La Belle Époque
À partir de 1903, Alfred Klots, propriétaire du château, invite des peintres dans la cité et met en place les activités touristiques. Il eut l'idée en 1911 de lancer un concours à travers la ville : celui des « fenêtres fleuries », devenu au fil du temps celui des « villages fleuris ».

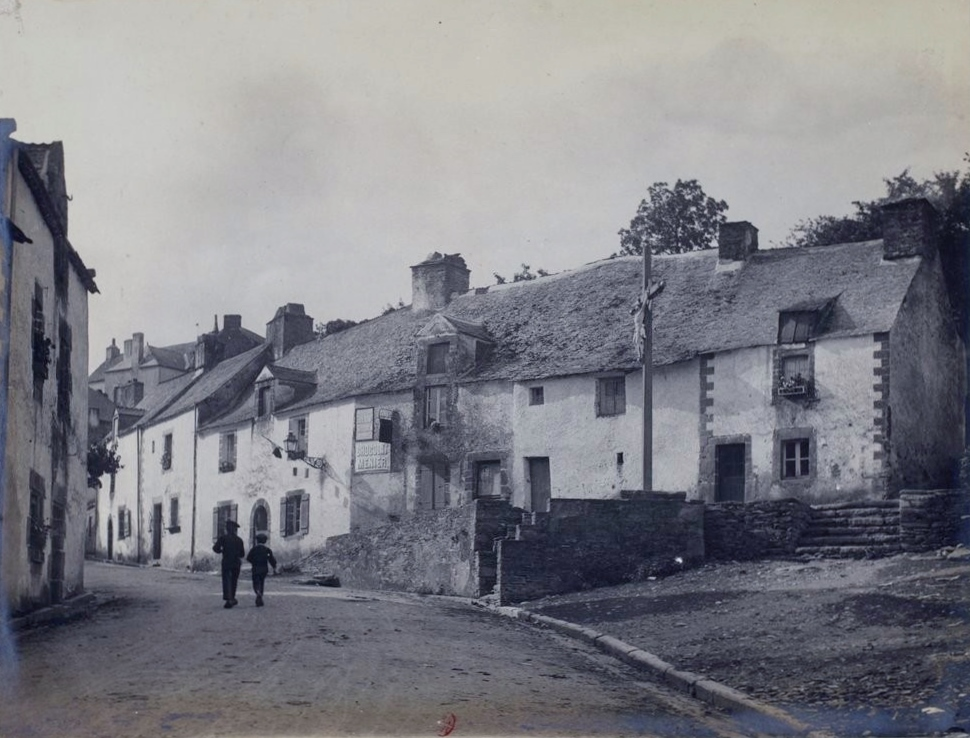
Rochefort-en-Terre au début du XXe siècle : une rue.
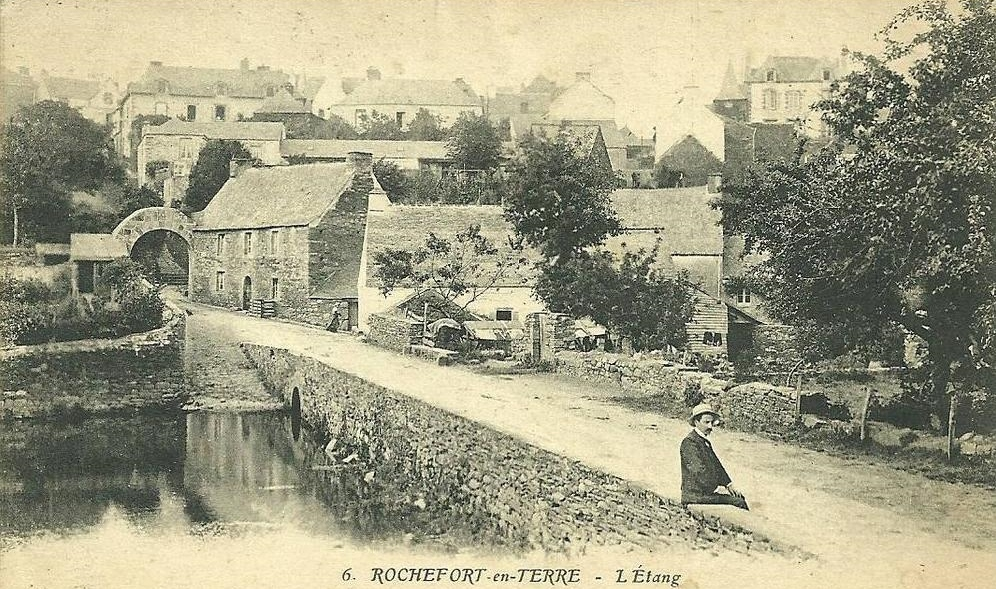
L'étang de Rochefort-en-Terre au début du XXe siècle (carte postale).

Des autodafés de manuels scolaires proscrits par l'église catholique furent organisés dans plusieurs communes du Morbihan comme Férel, Belz, Rochefort, Gestel et Saint-Thuriau en 1910.

#### La Première Guerre mondiale
Le monument aux morts de Rochefort-en-Terre porte les noms de 24 soldats morts pour la France pendant la Première Guerre mondiale. Parmi eux, Alphonse Maigné "tombé glorieusement sur le champ de bataille au Four de Paris (Argonne) le 4 novembre 1914 âgé de 29 ans" selon une plaque commémorative située dans la chapelle du château de Rochefort-en-Terre.

#### L'Entre-deux-guerres

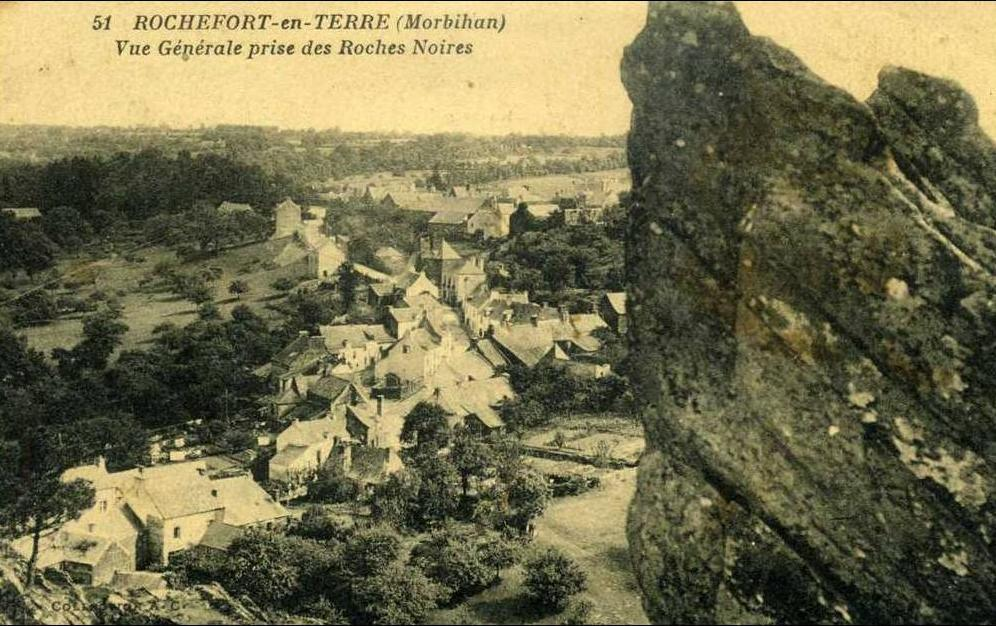
Rochefort-en-Terre vu des Roches Noires.

#### La Seconde Guerre mondiale
Le monument aux morts de Rochefort-en-Terre porte les noms de 5 personnes mortes pour la France pendant la Seconde Guerre mondiale.

#### L'après Seconde Guerre mondiale
Deux soldats originaires de Rochefort-en-Terre (Raymond Denis et Arthur Le Borgne) sont morts pour la France pendant la Guerre d'Indochine, le premier en 1946 en Cochinchine, le second en 1949 au Tonkin.

### LeXXIesiècle
En 2009, la commune entre dans la communauté de communes de Questembert.
En 2016, l'émission présentée par Stéphane Bern, Le Village préféré des Français, désigne Rochefort-en-Terre.

## Politique et administration

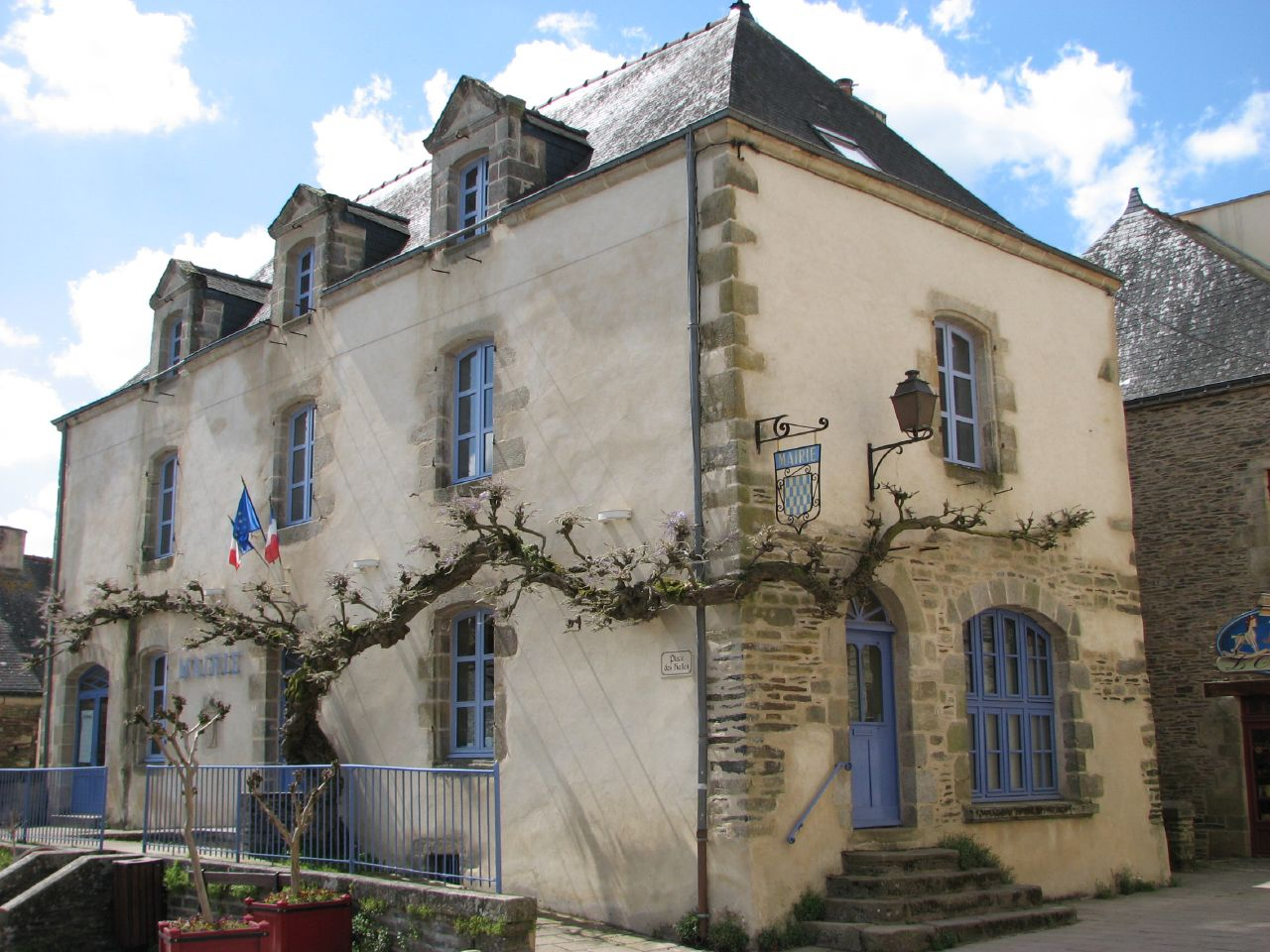
La mairie de Rochefort-en-Terre, en avril 2008.

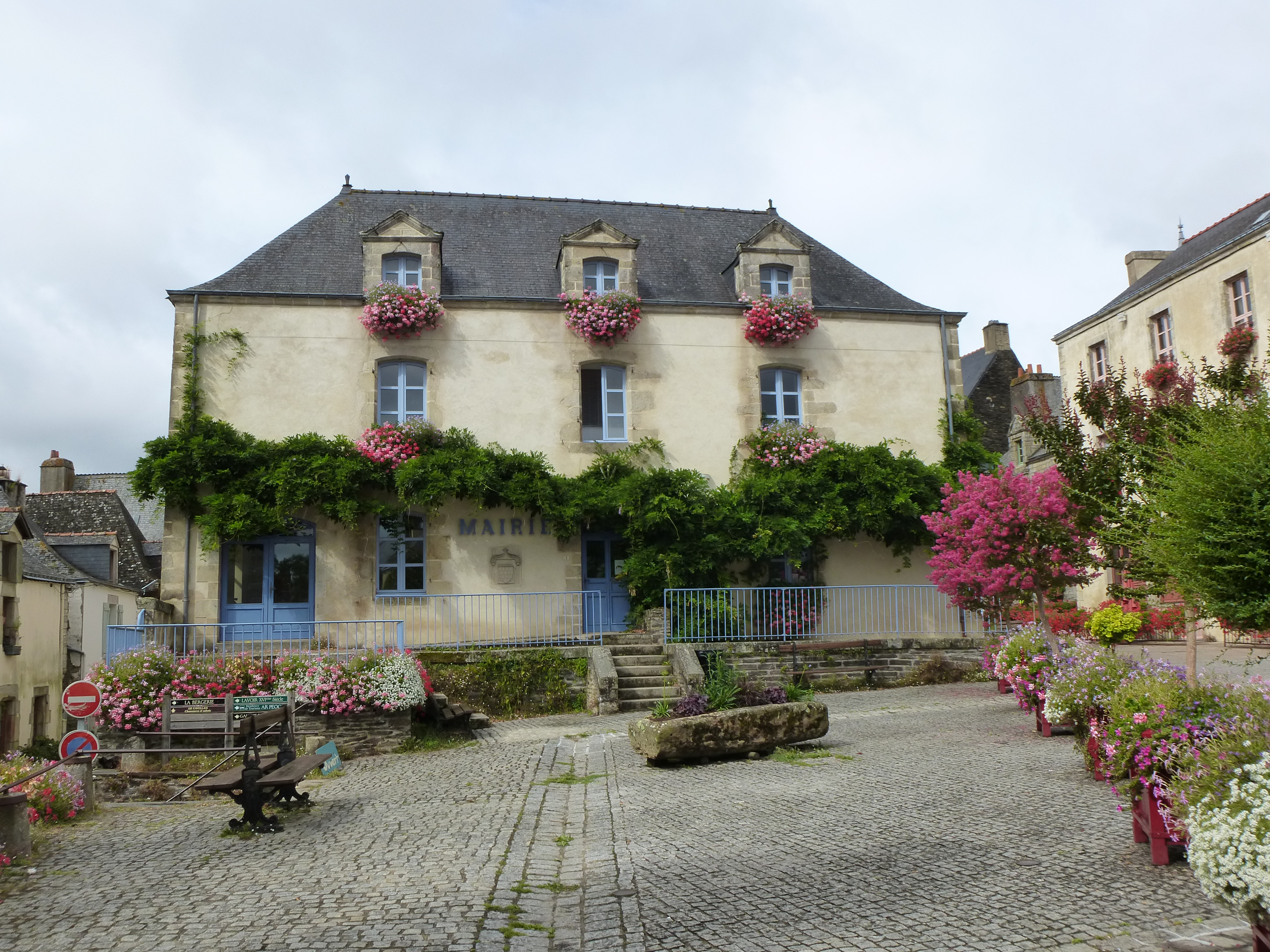
La mairie de Rochefort-en-Terre, en septembre 2013.

| Période                                  | Période        | Identité                      | Étiquette | Qualité            |
| ---------------------------------------- | -------------- | ----------------------------- | --------- | ------------------ |
| 1790                                     | 1791           | Pierre Legal                  |           |                    |
| 1792                                     | 1793           | Jean-Louis Duperron           |           |                    |
| 1793                                     | 1795           | Mathurin Ramet                |           |                    |
| 1795                                     |                | Jy Haudebert                  |           |                    |
| 1798                                     | 1800           | François Augustin Le Clainche |           |                    |
| 1800                                     | 1815           | Jean Mace                     |           |                    |
| 1815                                     |                | François Augustin Le Clainche |           |                    |
| 1815                                     | 1827           | Julien Lacambre               |           |                    |
| 1827                                     | 1832           | Dominique Robin               |           |                    |
| 1832                                     | 1834           | Désiré Charles Dany           |           |                    |
| 1834                                     | 1840           | François Marie Vignard        |           |                    |
| 1840                                     | 1842           | Ambroise Félix Moigno         |           |                    |
| 1842                                     | 1847           | Charles Adolphe Desgoulles    |           |                    |
| 1847                                     | 1848           | Alphonse Lamarre              |           |                    |
| 1848                                     | 1852           | Jacques Juhel                 |           |                    |
| 1852                                     | 1865           | Joseph Herveou                |           |                    |
| 1865                                     | 1869           | Jacques Juhel                 |           |                    |
| 1869                                     | 1871           | Vincent Gruel                 |           |                    |
| 1872                                     | 1874           | Jean-Marie Simon              |           |                    |
| 1874                                     | 1882           | Joseph-Marie Digo             |           |                    |
| 1882                                     | 1888           | Jean Bahon                    |           |                    |
| 1888                                     | 1891           | Jean-Marie Juhel              |           |                    |
| 1891                                     | 1893           | Joseph Le Besconte            |           |                    |
| 1893                                     | 1904           | Louis Gruel                   |           |                    |
| 1904                                     | 1929           | Gurval Poirier                |           |                    |
| 1929                                     | 1934           | Jules Gruel                   |           |                    |
| 1934                                     | 1939           | Victor Limon Duparcmeur       |           |                    |
| 1939                                     | 1947           | Léonine de Saint-Quentin      |           |                    |
| 1947                                     | 1977           | Jean Blanchard                |           |                    |
| 1977                                     | 1995           | René Belliot                  | RPR       | Conseiller général |
| 1995                                     | 1999           | Marie-Thérèse Le Brun         |           |                    |
| 1999                                     | 2001           | Lucienne Abgrall              |           |                    |
| 2001                                     | 3 juillet 2020 | Jean-François Humeau          |           |                    |
| 3 juillet 2020                           | En cours       | Stéphane Combeau              |           |                    |
| Les données manquantes sont à compléter. |                |                               |           |                    |

## Démographie
L'évolution du nombre d'habitants est connue à travers les recensements de la population effectués dans la commune depuis 1793. Pour les communes de moins de 10 000 habitants, une enquête de recensement portant sur toute la population est réalisée tous les cinq ans, les populations de référence des années intermédiaires étant quant à elles estimées par interpolation ou extrapolation. Pour la commune, le premier recensement exhaustif entrant dans le cadre du nouveau dispositif a été réalisé en 2004.

En 2022, la commune comptait 636 habitants, en évolution de +1,44 % par rapport à 2016 (Morbihan : +3,82 %, France hors Mayotte : +2,11 %).
| 1793 | 1800 | 1806 | 1821 | 1831 | 1836 | 1841 | 1846 | 1851 |
| ---- | ---- | ---- | ---- | ---- | ---- | ---- | ---- | ---- |
| 615  | 596  | 555  | 695  | 695  | 697  | 732  | 735  | 767  |

| 1856 | 1861 | 1866 | 1872 | 1876 | 1881 | 1886 | 1891 | 1896 |
| ---- | ---- | ---- | ---- | ---- | ---- | ---- | ---- | ---- |
| 730  | 676  | 692  | 678  | 706  | 658  | 637  | 644  | 653  |

| 1901 | 1906 | 1911 | 1921 | 1926 | 1931 | 1936 | 1946 | 1954 |
| ---- | ---- | ---- | ---- | ---- | ---- | ---- | ---- | ---- |
| 685  | 737  | 716  | 638  | 604  | 575  | 555  | 682  | 609  |

| 1962 | 1968 | 1975 | 1982 | 1990 | 1999 | 2004 | 2006 | 2009 |
| ---- | ---- | ---- | ---- | ---- | ---- | ---- | ---- | ---- |
| 662  | 670  | 599  | 613  | 645  | 693  | 683  | 733  | 662  |

| 2014 | 2019 | 2022 | - | - | - | - | - | - |
| ---- | ---- | ---- | - | - | - | - | - | - |
| 640  | 641  | 636  | - | - | - | - | - | - |

La croissance de la population de Rochefort-en-Terre entre 1990 et 2007 est due à son solde migratoire. Le solde naturel négatif (- 3,8 %) a été compensé par le solde migratoire positif (+ 4 %). Cette tendance a commencé entre 1975 et 1982 en s'accentuant de recensement en recensement : 75/82 - 1 % et + 1,3, 82/90 - 2 % et 2,7 %, 90/99 - 2,7 % et + 3,5 %. Ainsi la population se renouvelle par un apport de population. Au recensement de 2007, 57,2 % de la population habitait la commune depuis plus de 5 ans. Les nouveaux arrivants venant en majorité du département du Morbihan (30,3 %), 1,9 % de la Bretagne, 8,1 % d'une autre région de la France métropolitaine, 0,8 % d'un Département d'Outre Mer et 1,7 % d'un autre lieu.
La commune abrite, en 2007, 378 logements soit 68 de plus qu'en 1999 : 77, 6 % de maisons et 21,8 % d'appartements. Ce sont principalement des résidences principales (73,1 %), avec une petite part de logements secondaire (20,1 % et quelques logements vacants (6,8 %). Le parc immobilier comprend une majorité de logements anciens (50,2 % achevé avant 1949). La cité s'est dotée régulièrement de nouveaux logements, principalement des maisons, : 11,2 % entre 1949 et 1975, 27,5 % entre 1975 et 1989 et 11,2 % entre 1990 et 2004. 45,6 % des logements principaux ont plus de cinq pièces.

## Culture et patrimoine

### Lieux et monuments
La cité comporte de nombreux monuments historiques :
- plusieurs maisons anciennes dans la grande rue dont le Café Breton, une maison du XVIe siècle possédant une tourelle[48],
- entre la collégiale et les halles, quatre immeubles du XVIe siècle et XVIIe siècle[49].

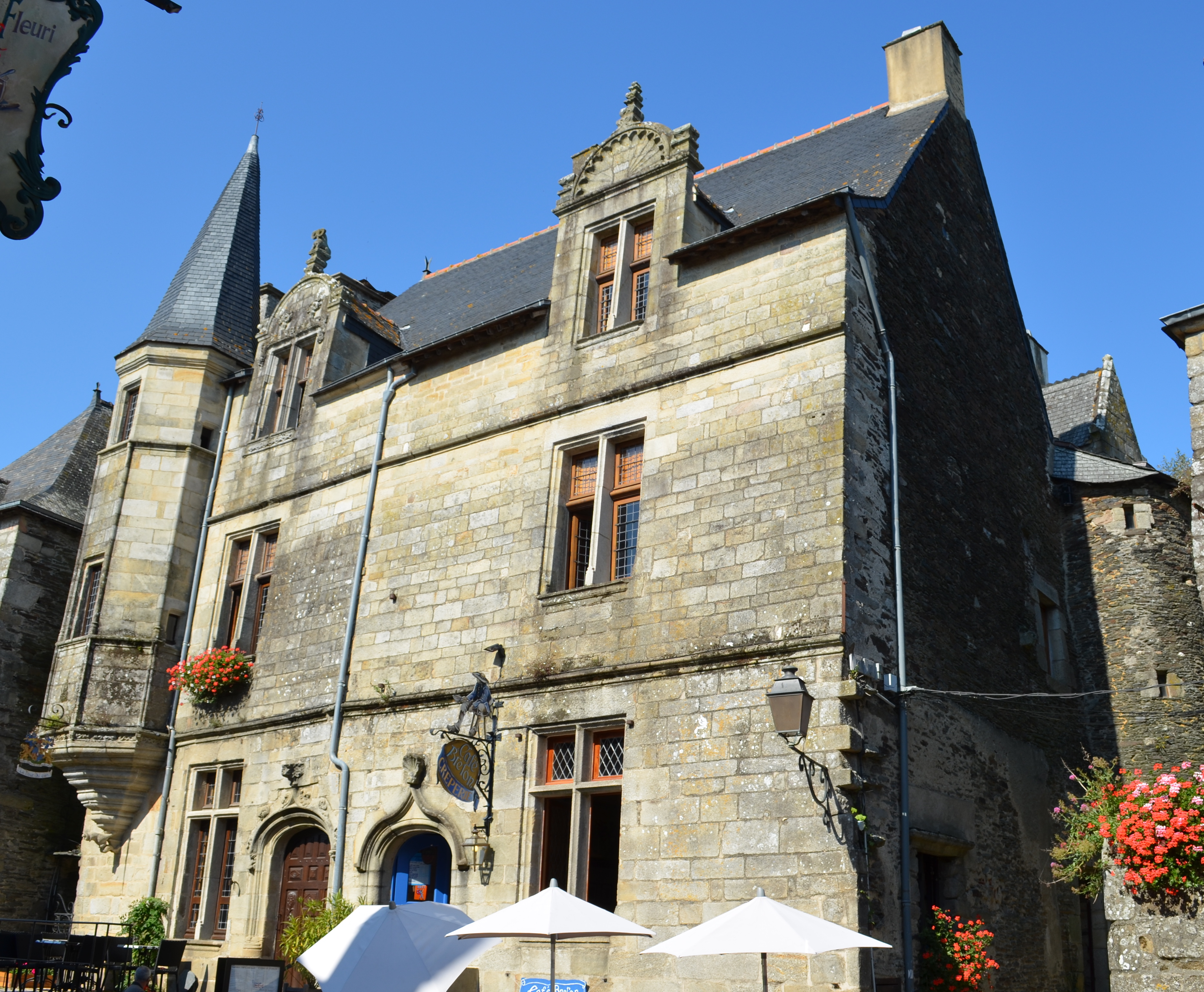
La tour du Lion.
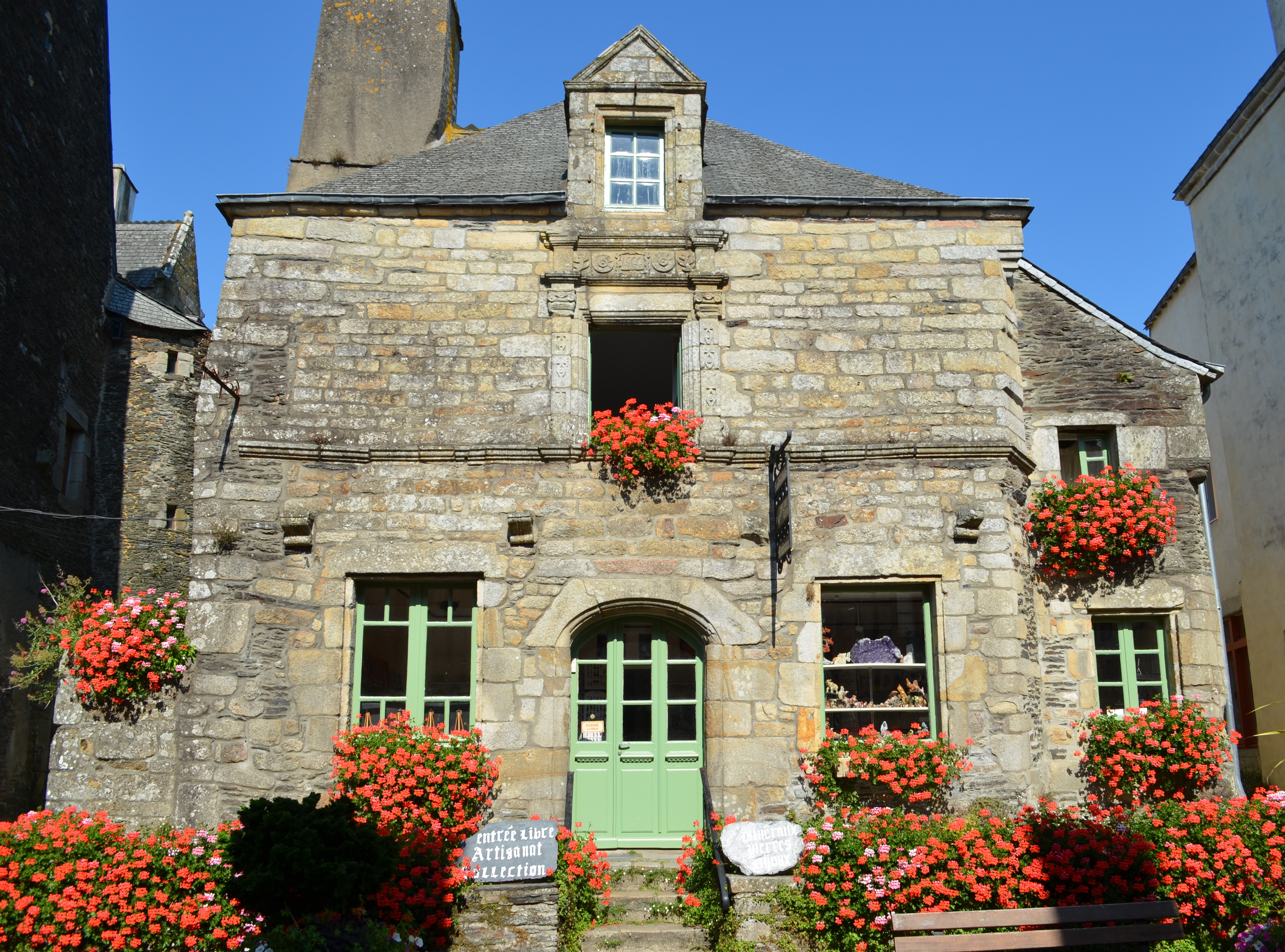
Maison de 1666.
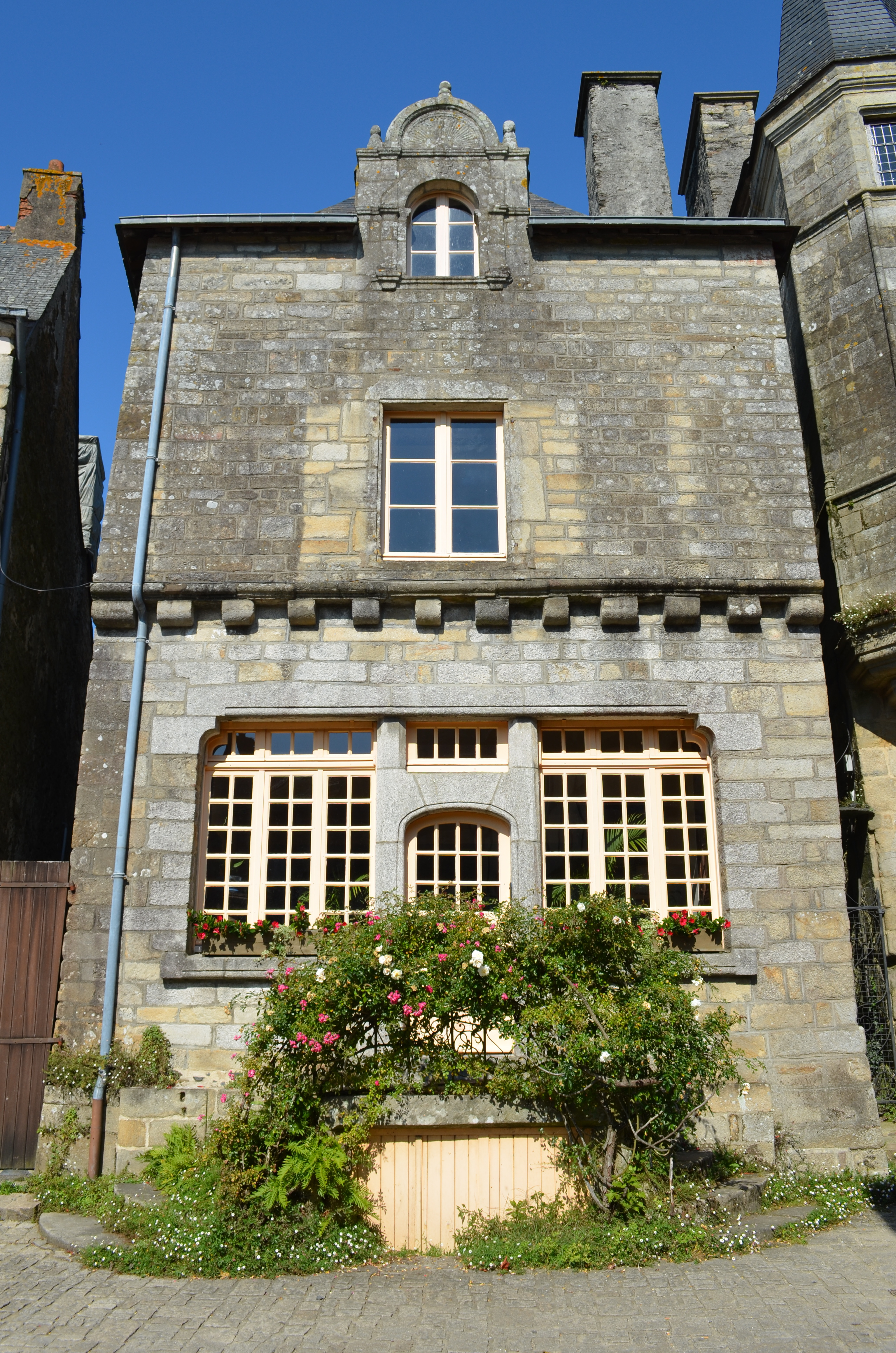
Immeuble du XVIe siècle.
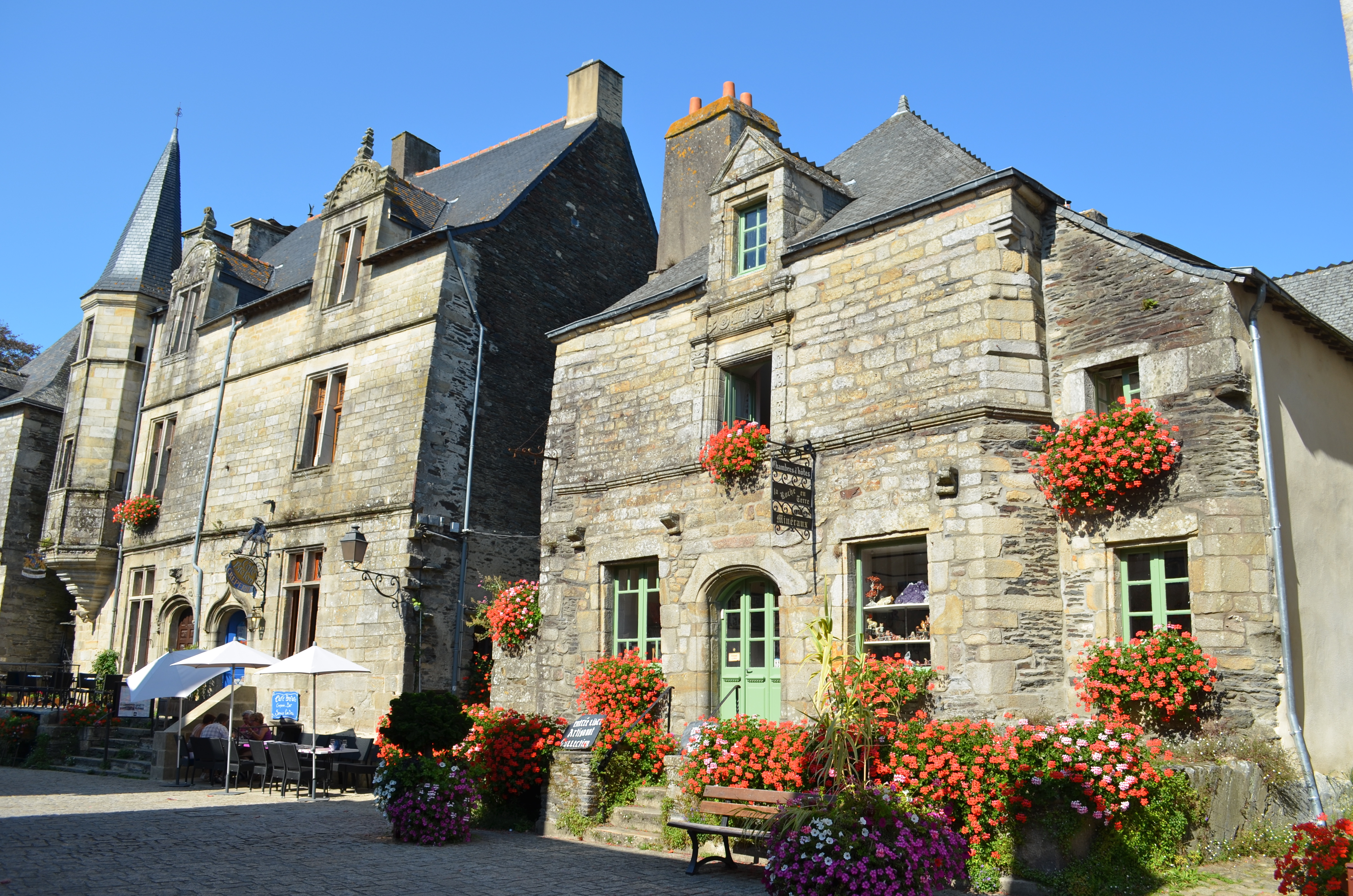
Maisons classées.

- Église Notre-Dame-de-la-Tronchaye du XIIe siècle avec retable classé monument historique, stalles du XVIe siècle classées monument historique[50] et jubé.

Une chapelle est mentionnée au XIIe siècle à Rochefort. Elle était de style roman comme le montre l'empreinte dans le mur Nord du transept et le clocher. L'église actuelle a été en grande partie construite au XVe siècle : église paroissiale, elle est érigée en collégiale par le maréchal Jean de Rieux en 1498. Elle se dote alors de stalles et s'orne d'un jubé qui a été déplacé à la tribune. Agrandie et restaurée en 1533 par le Seigneur de Rochefort, elle est dotée d'une façade gothique flamboyant.
Au XVIIe siècle, le chœur où officiaient les  chanoines est fermé par un retable de pierre. La collégiale est agrandie d'une nouvelle nef au sud pour accueillir les paroissiens. La collégiale est restaurée et accueille deux retables venant de l'ancien couvent de Bodélio en Malansac. En 1802, Rochefort devient paroisse et doyenné.
En 1925, la collégiale est classée monument historique. De grands travaux ont été entrepris pour cela. Le chœur est réaménagé par l'enlèvement du retable de pierre qui est placé dans l'arrière chœur. deux vitraux sont composés : un au chevet et un au transept sud représentant la découverte de la statue de Notre-Dame-de-la-Tronchaye. La collégiale abrite, sans doute depuis le XIIe siècle, la statue de Notre Dame-de-la-Tronchaye trouvée dans un arbre par une bergère. Rochefort est devenue depuis ce temps là un lieu de pèlerinage. En 1925, le pape a autorisé de couronner la statue de la Vierge Marie.

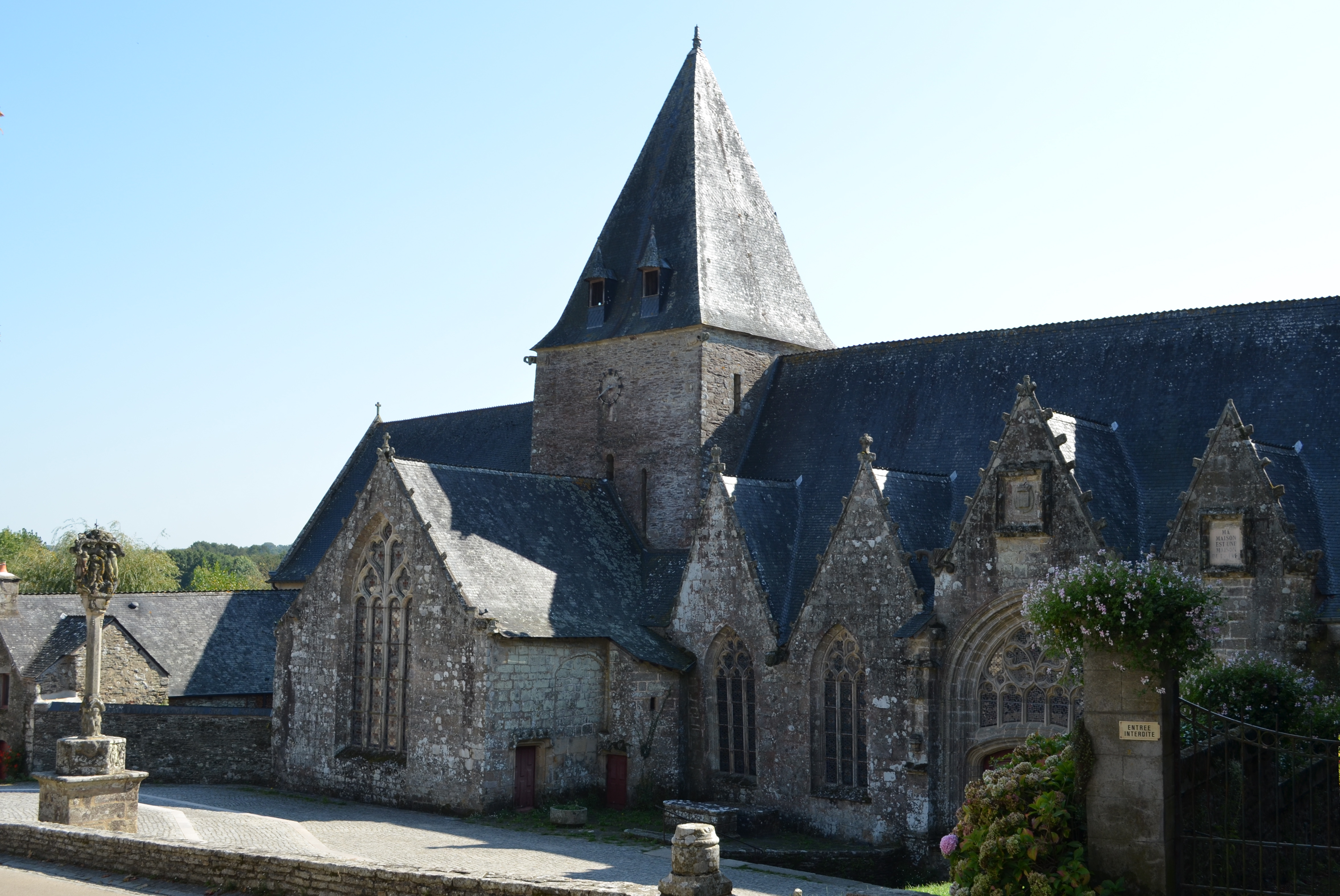
L'église et le calvaire.
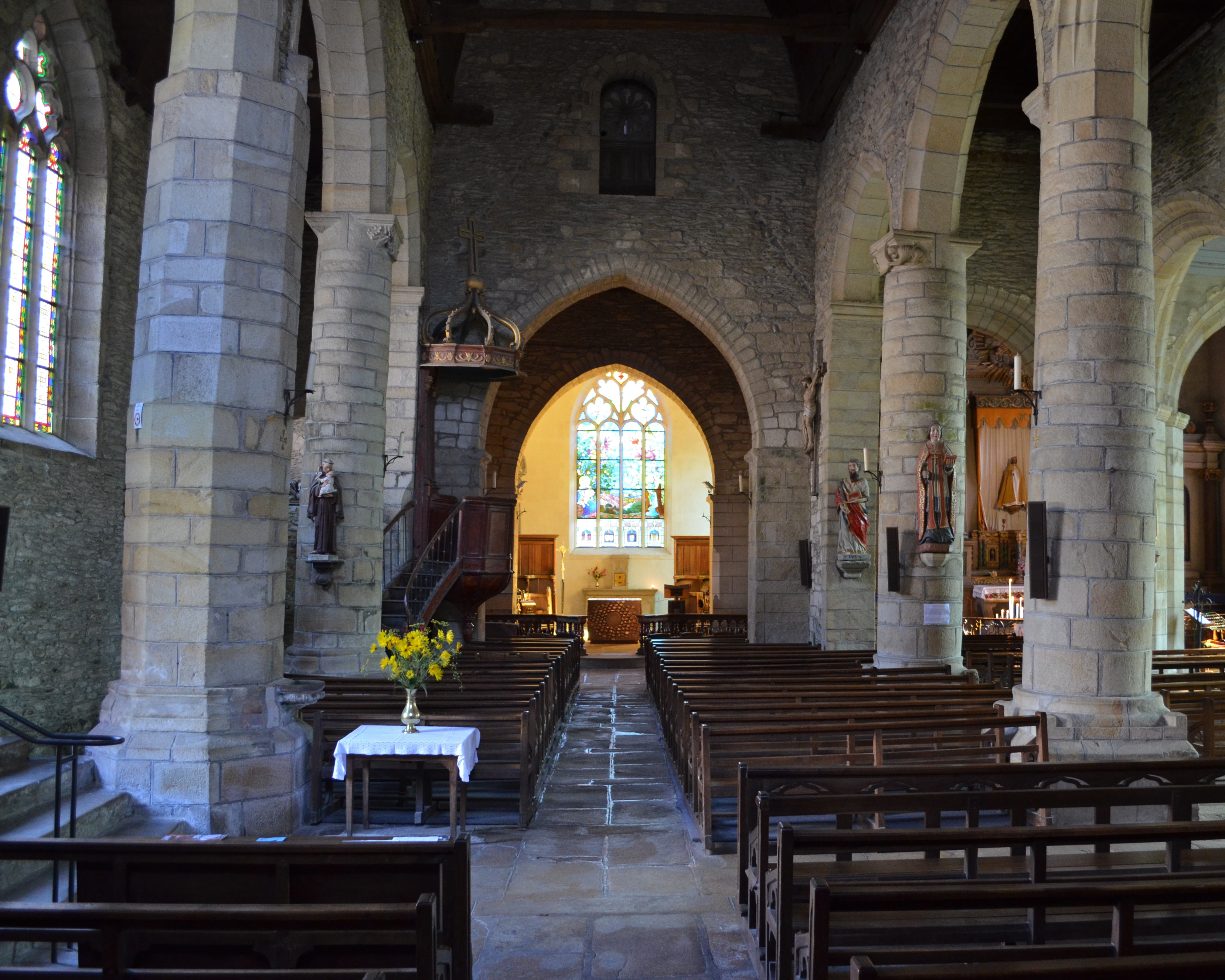
La nef.
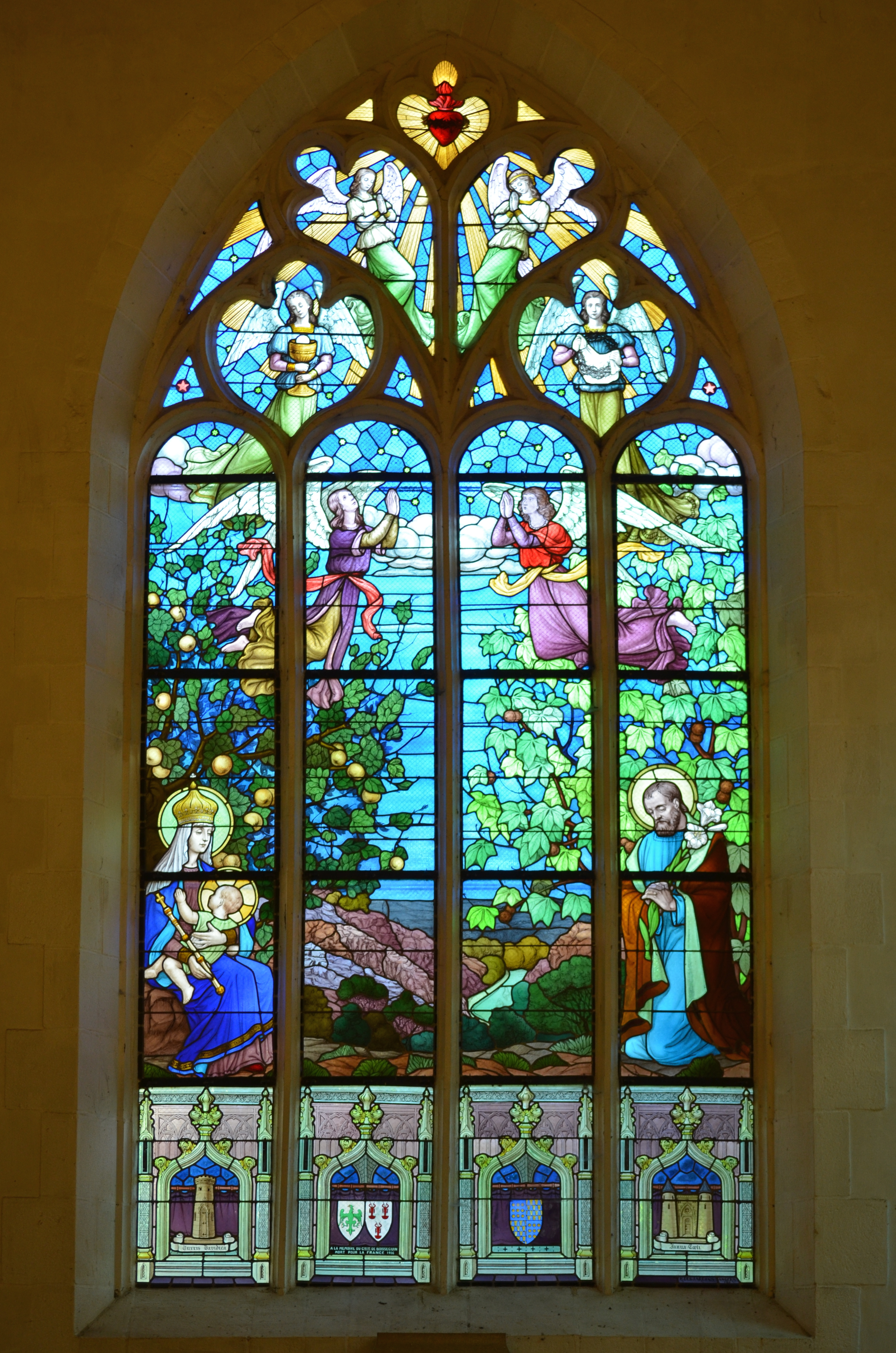
Le vitrail du chœur.
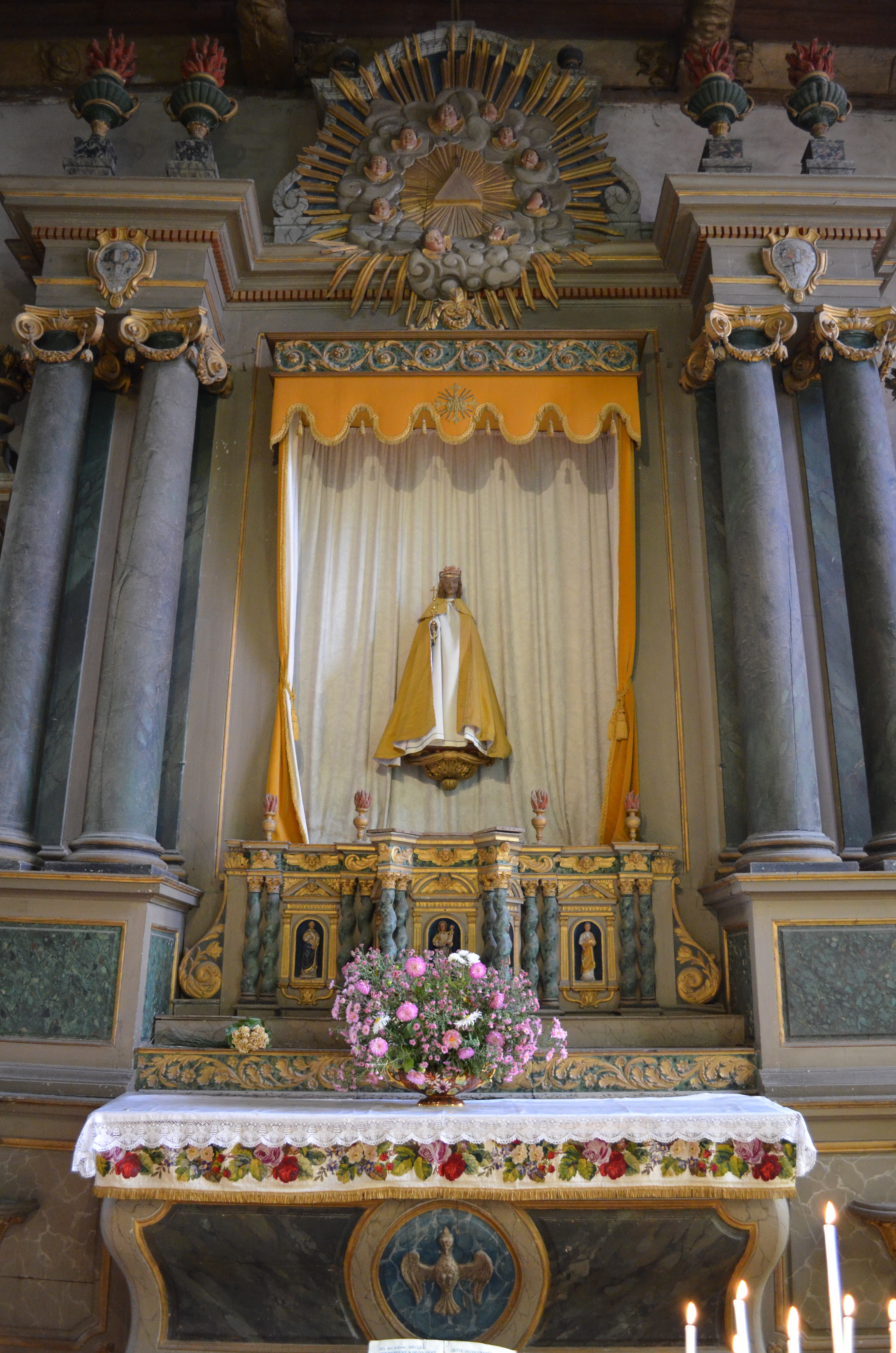
La statue de Notre-Dame-de-la-Tronchaye.
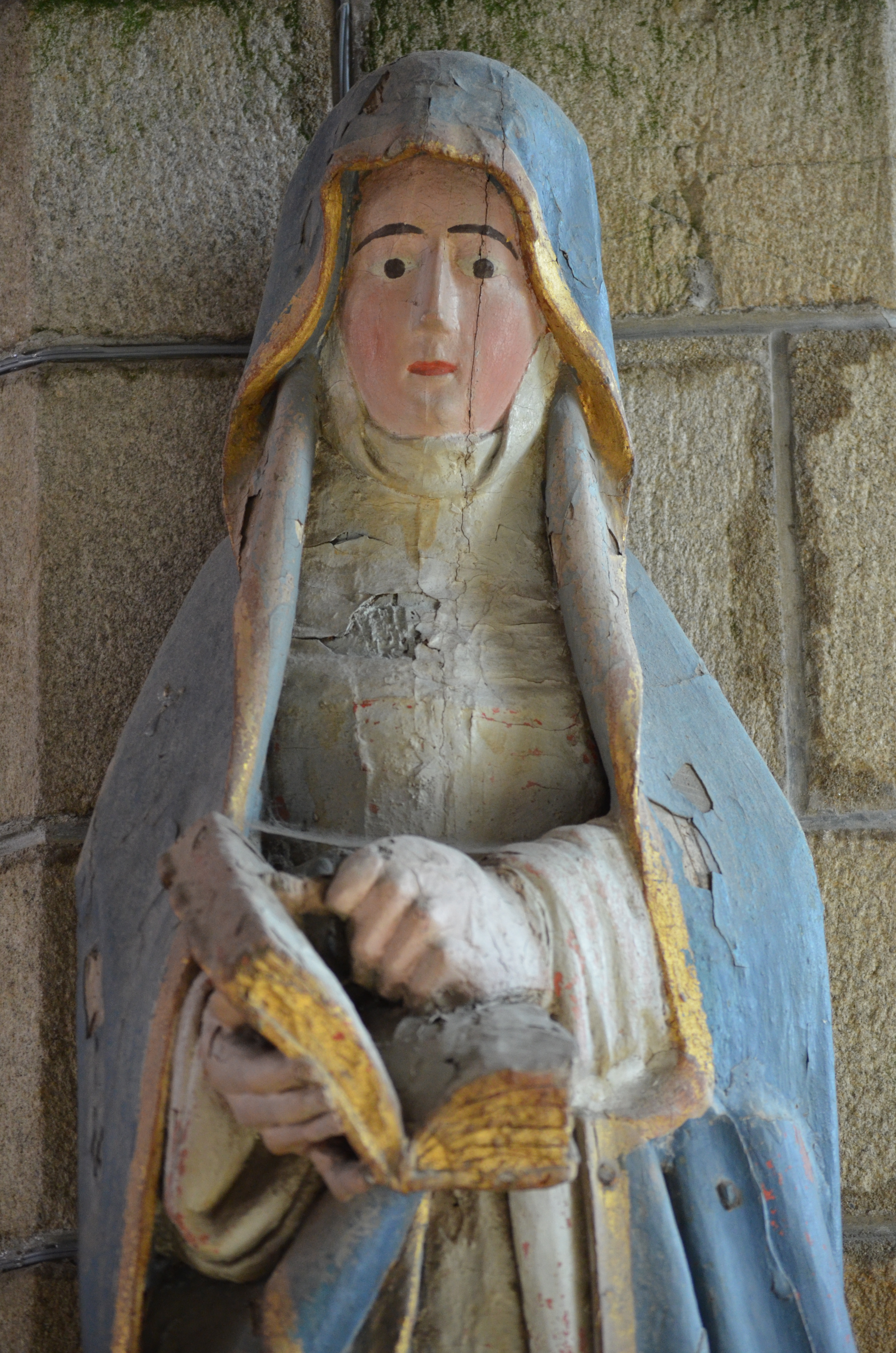
Statue de Françoise d'Amboise.

- Le calvaire est situé sur le parvis de l'église. Bible des pauvres, il présente trois étages de sculptures, notamment la passion et l'Ascension du Christ.

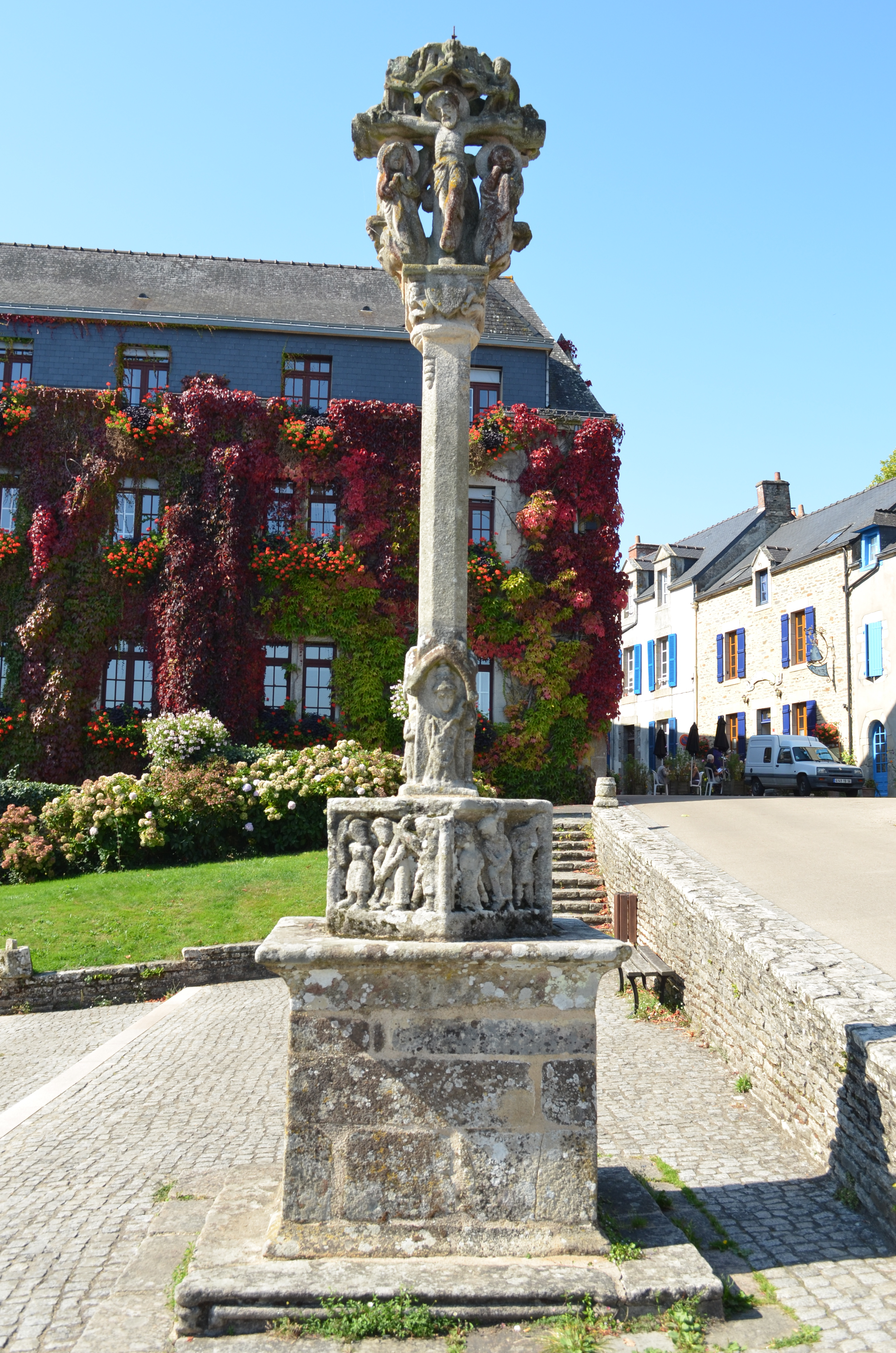
Vue d'ensemble
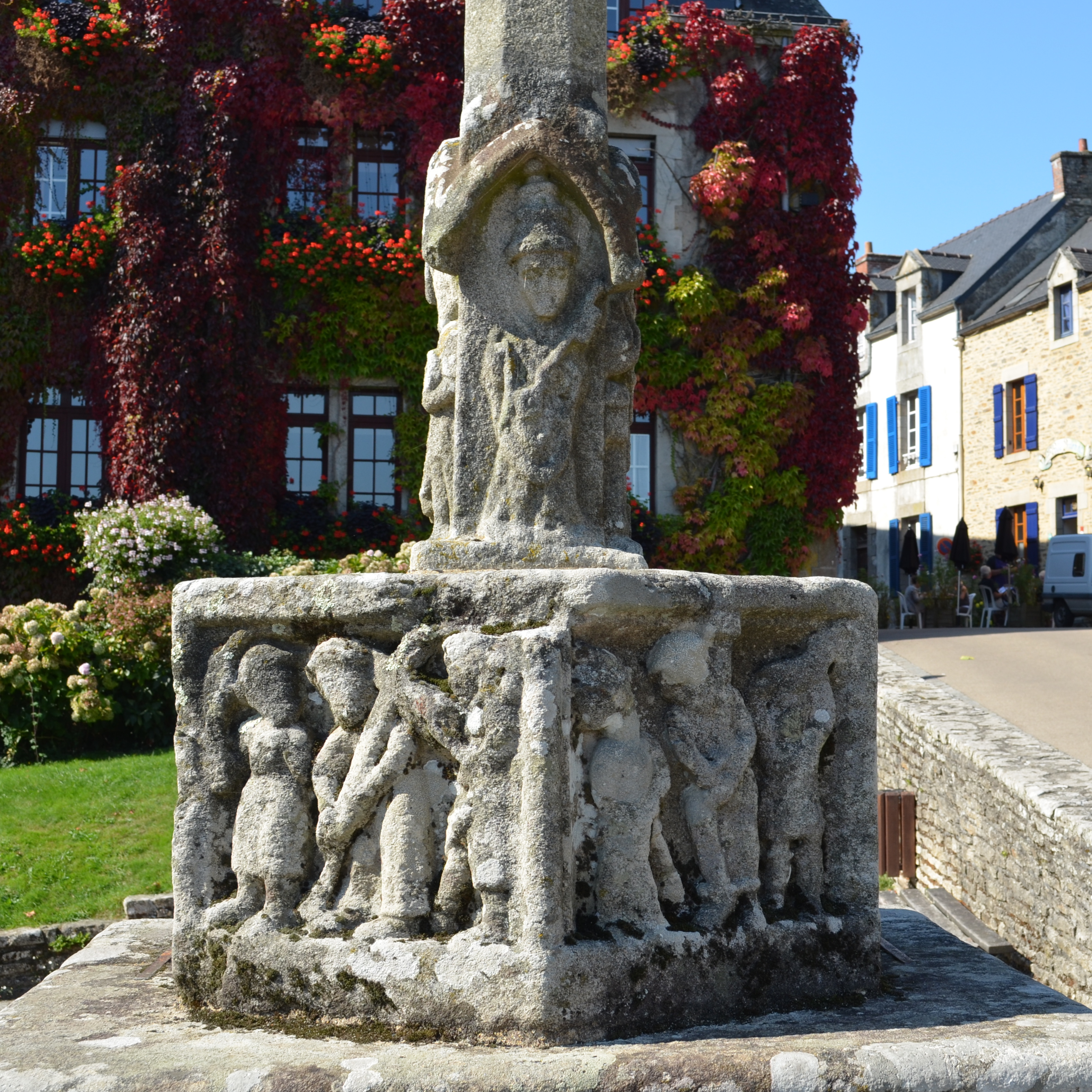
Détail de la base
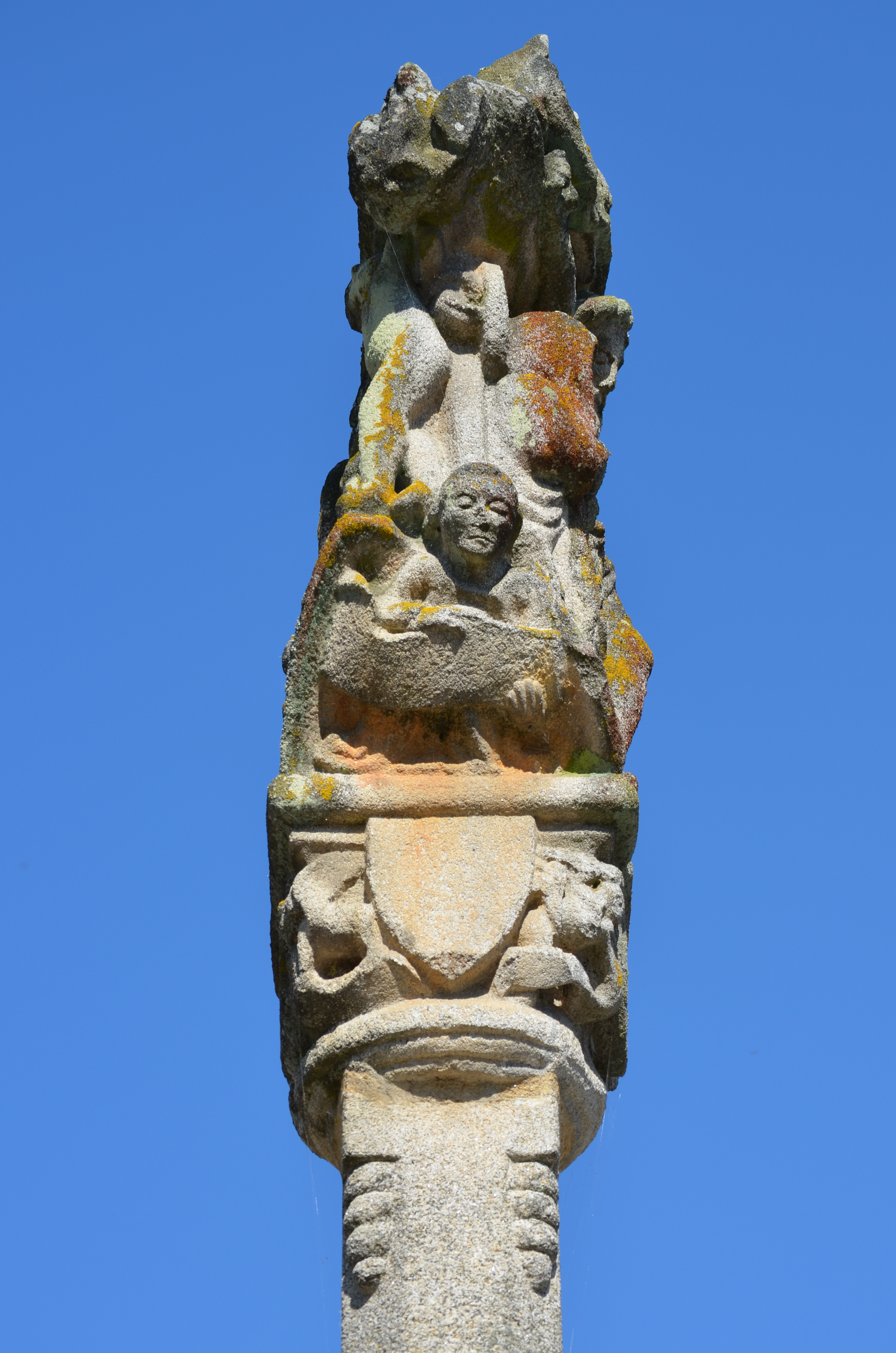
Détail de la croix
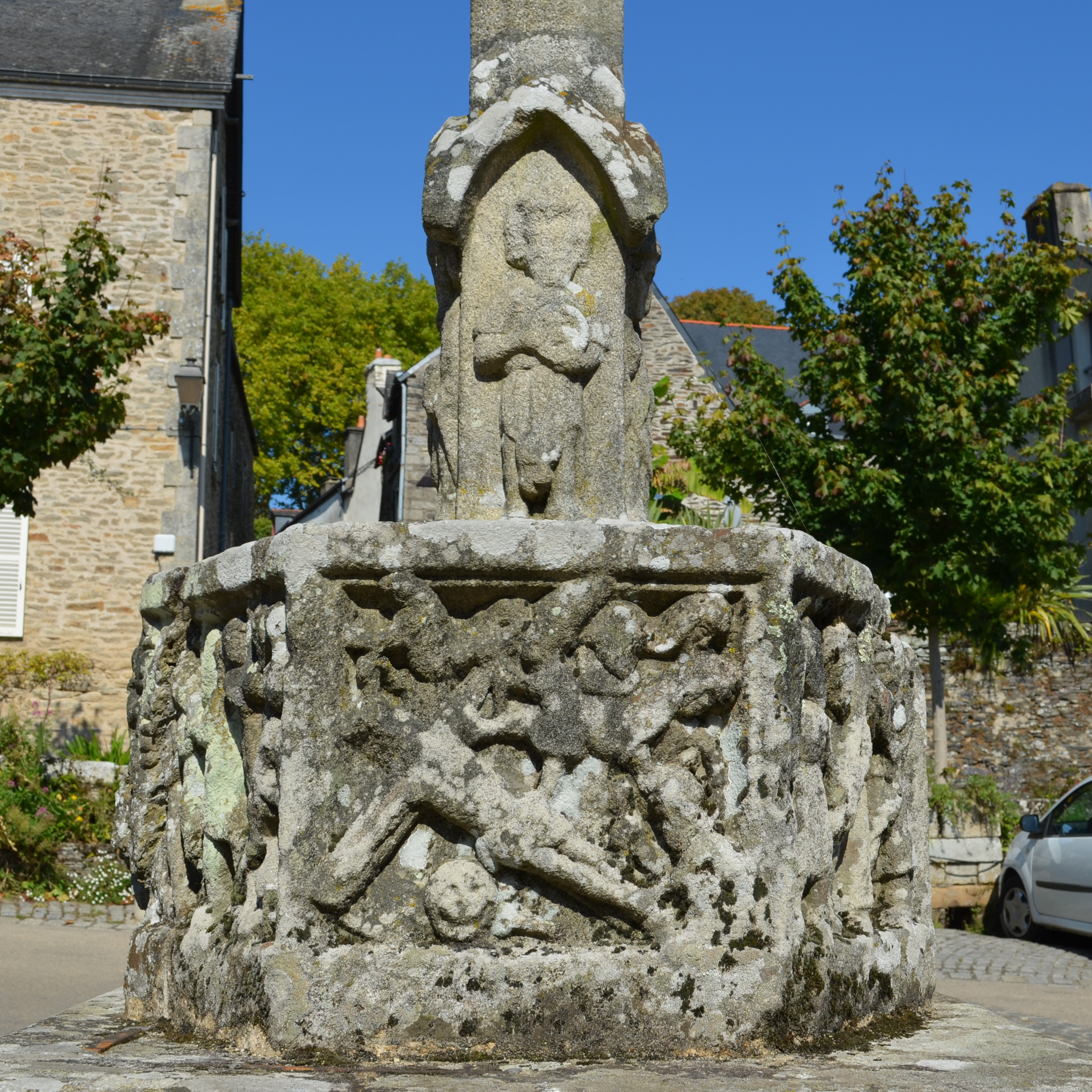
Détail de la base

- Le château de Rochefort a été construit au XIIIe siècle. Ce château primitif a été ruiné pendant les guerres de la Ligue et une seconde fois en 1793. En 2013, la municipalité a acquis le château. Dans les caves, elle a implanté un musée des arts de l'imaginaire fantastique, le Naïa museum.

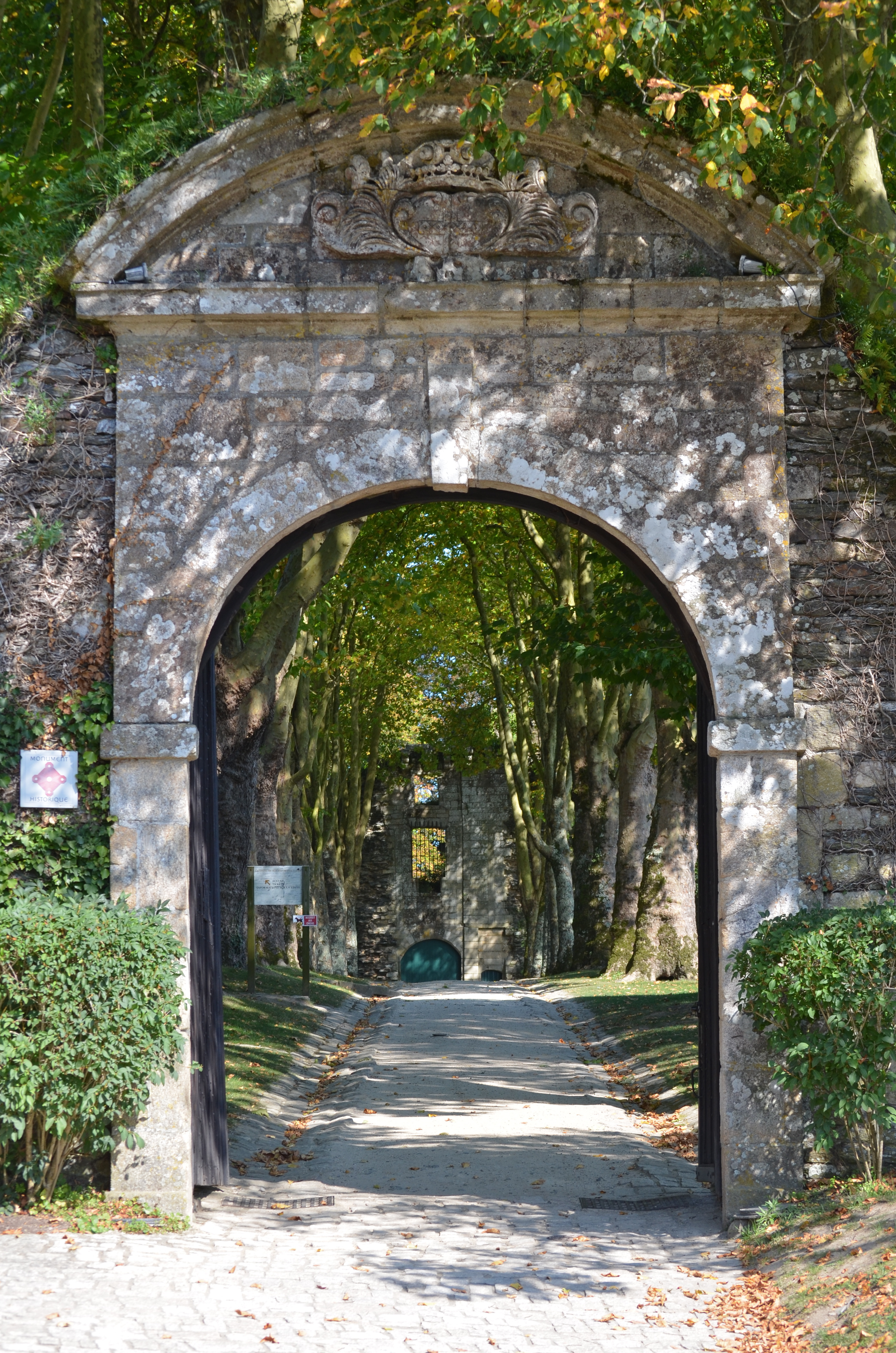
Entrée principale.
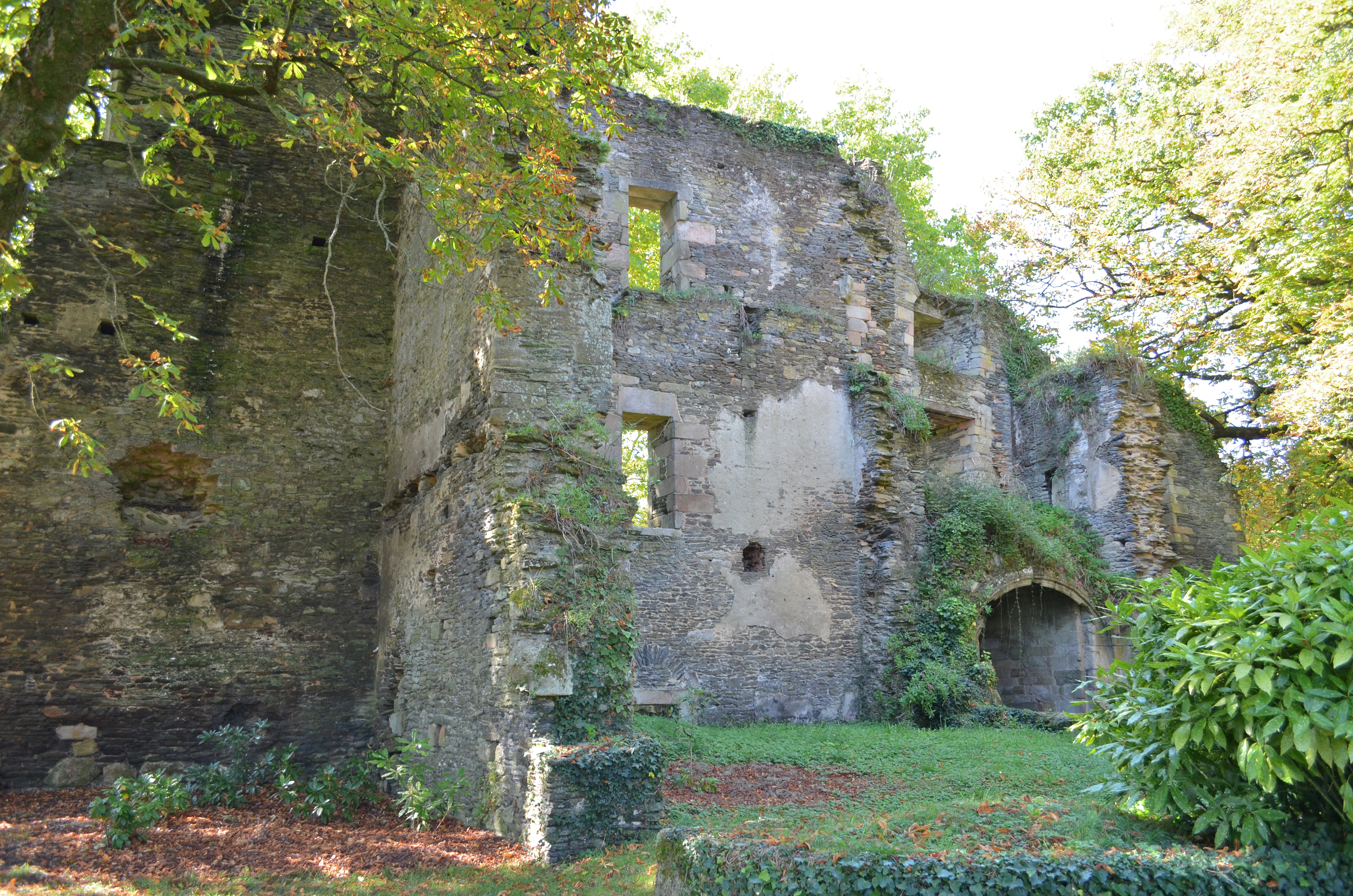
Ruines de l'ancien château.
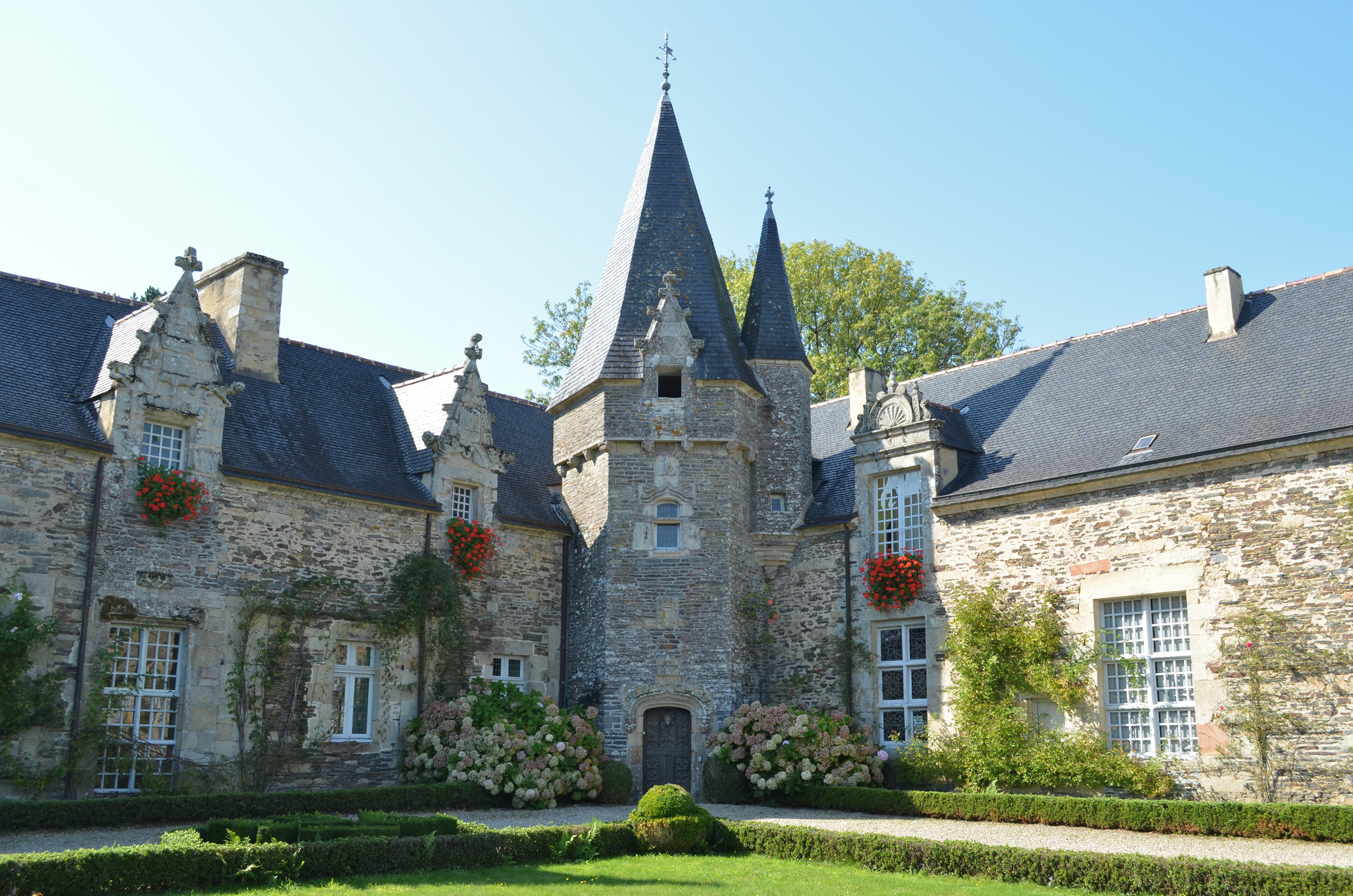
Le château actuel construit par Alfred Klots.
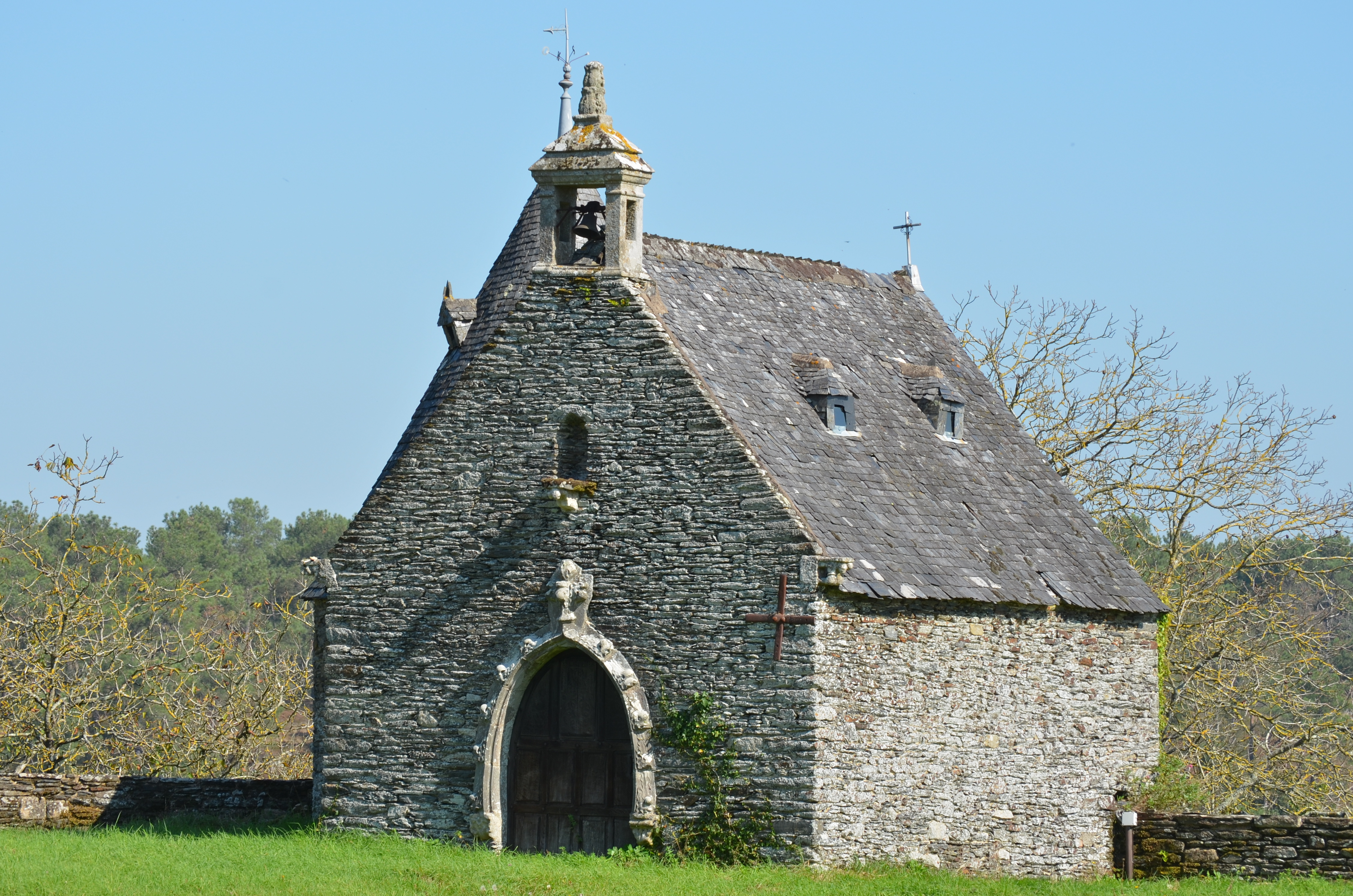
Chapelle du château.
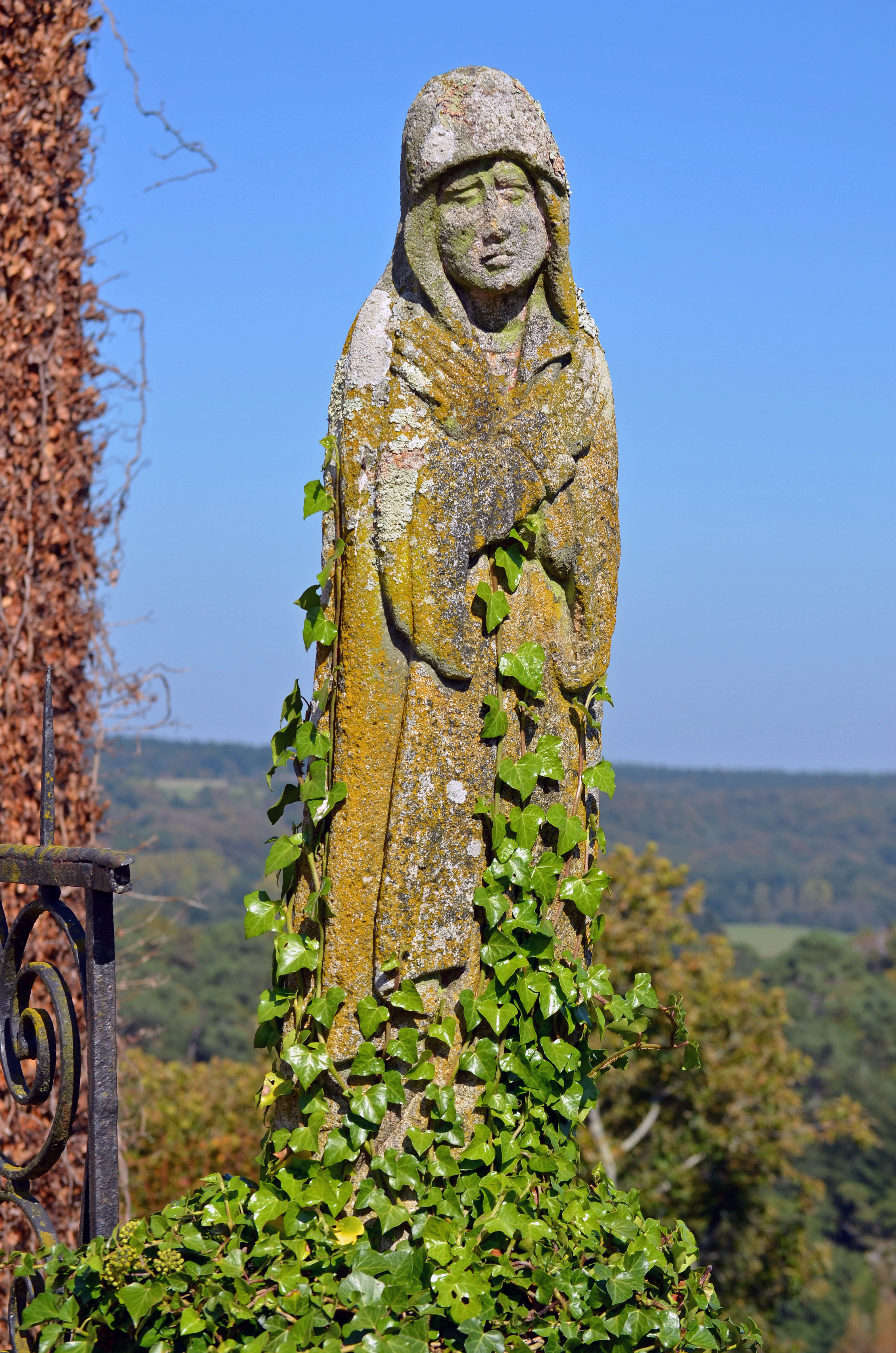
Statue de la Vierge dans la cour.

- La chapelle Saint-Roch (construite initialement en 1527, détruite pendant la Révolution, reconstruite en 1854-1855[51].
- La chapelle Saint-Michel (détruite au XVIIe siècle, reconstruite au début du XXe siècle[51].
- Un vieux puits.

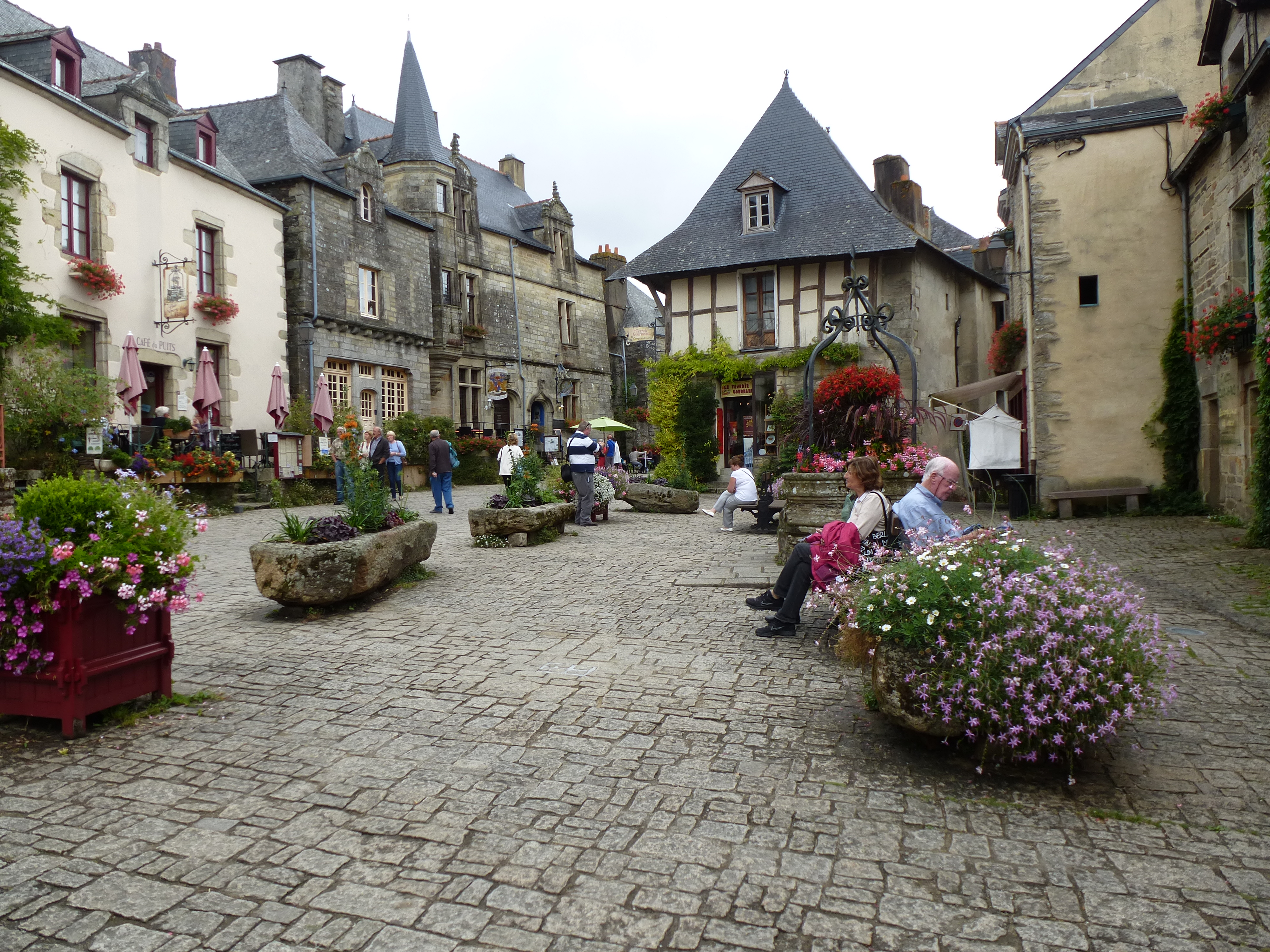
La place centrale de Rochefort-en-Terre.
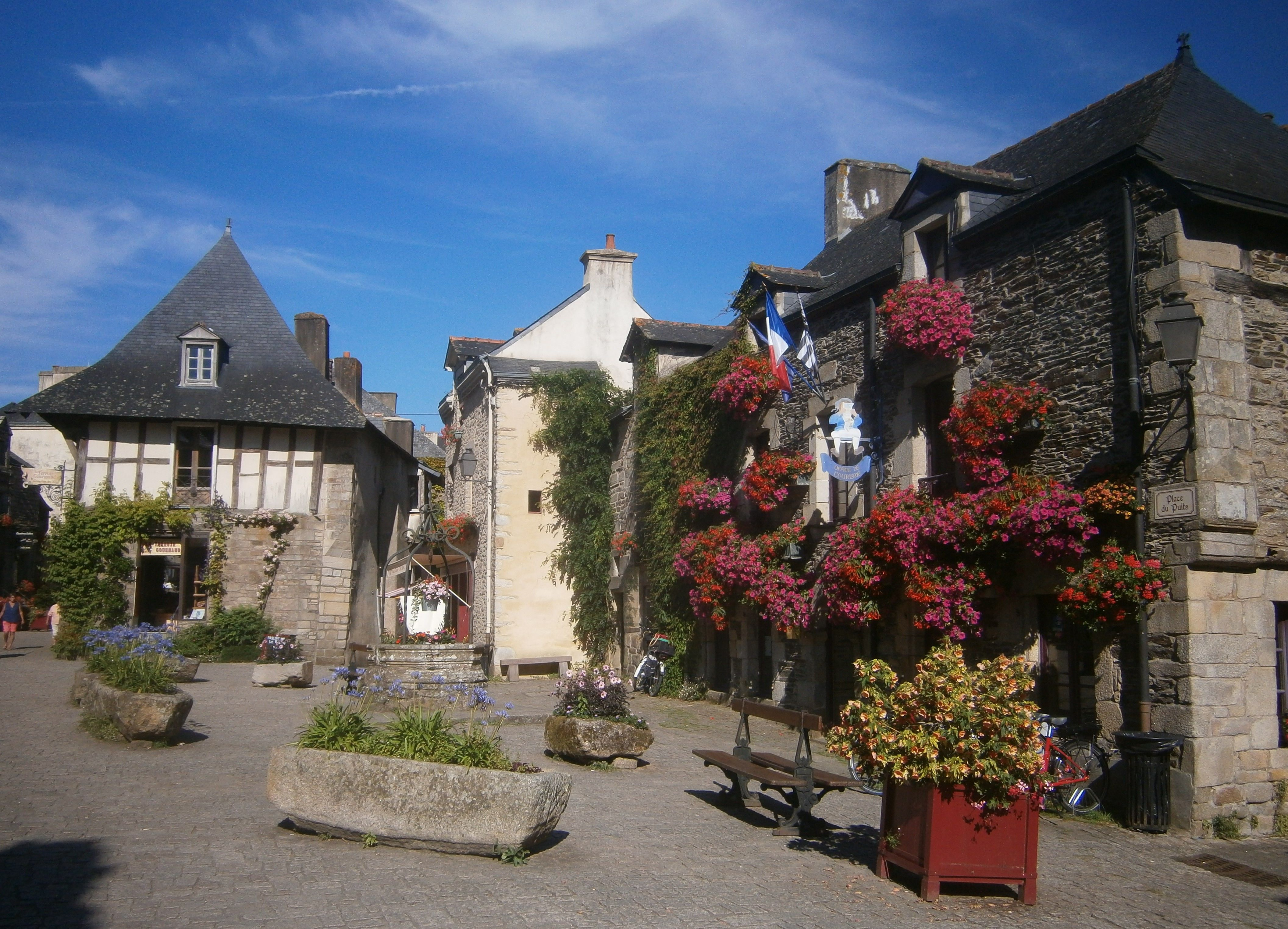
Place du puits.
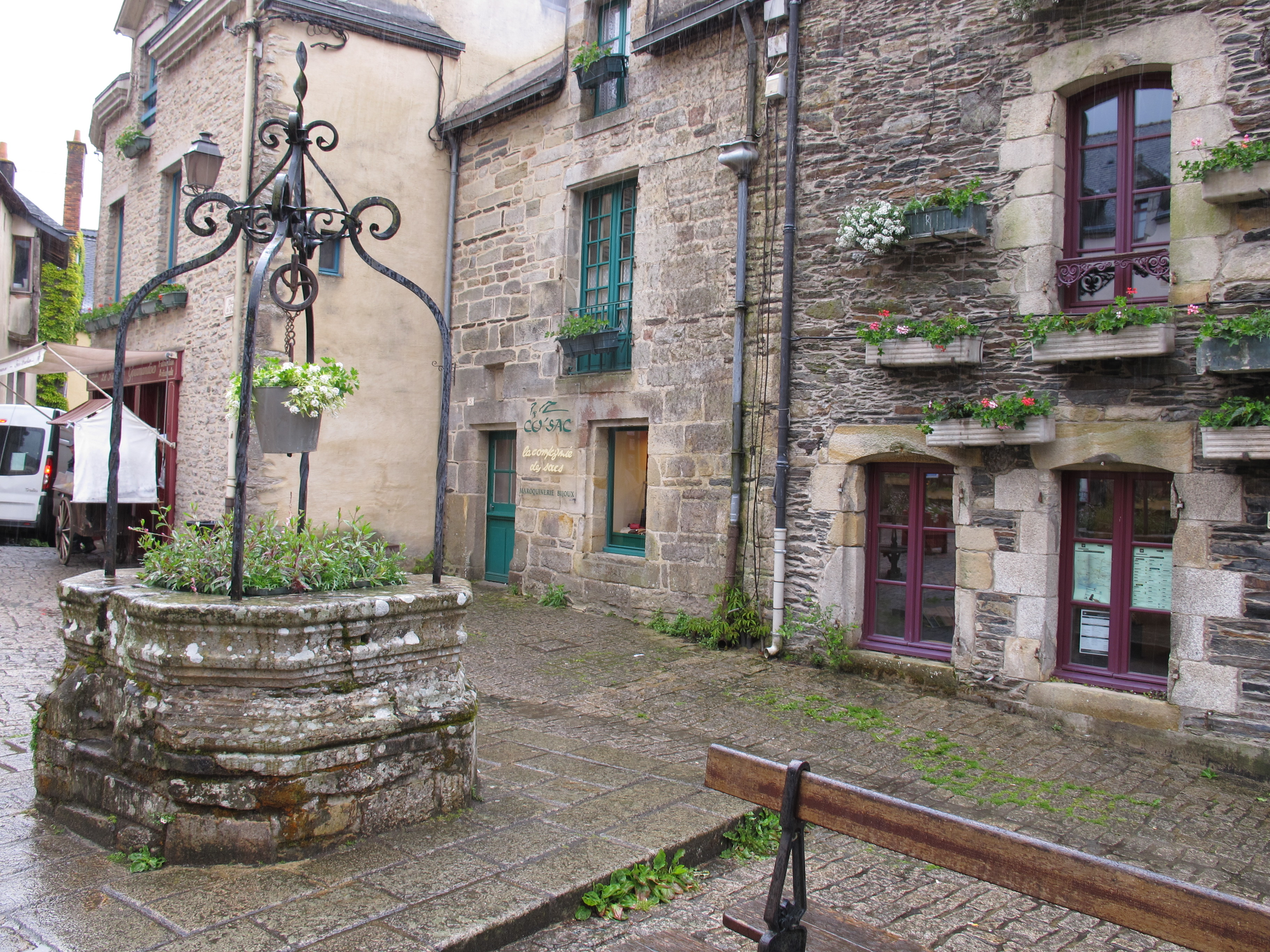
Le vieux puits et les maisons avoisinantes.
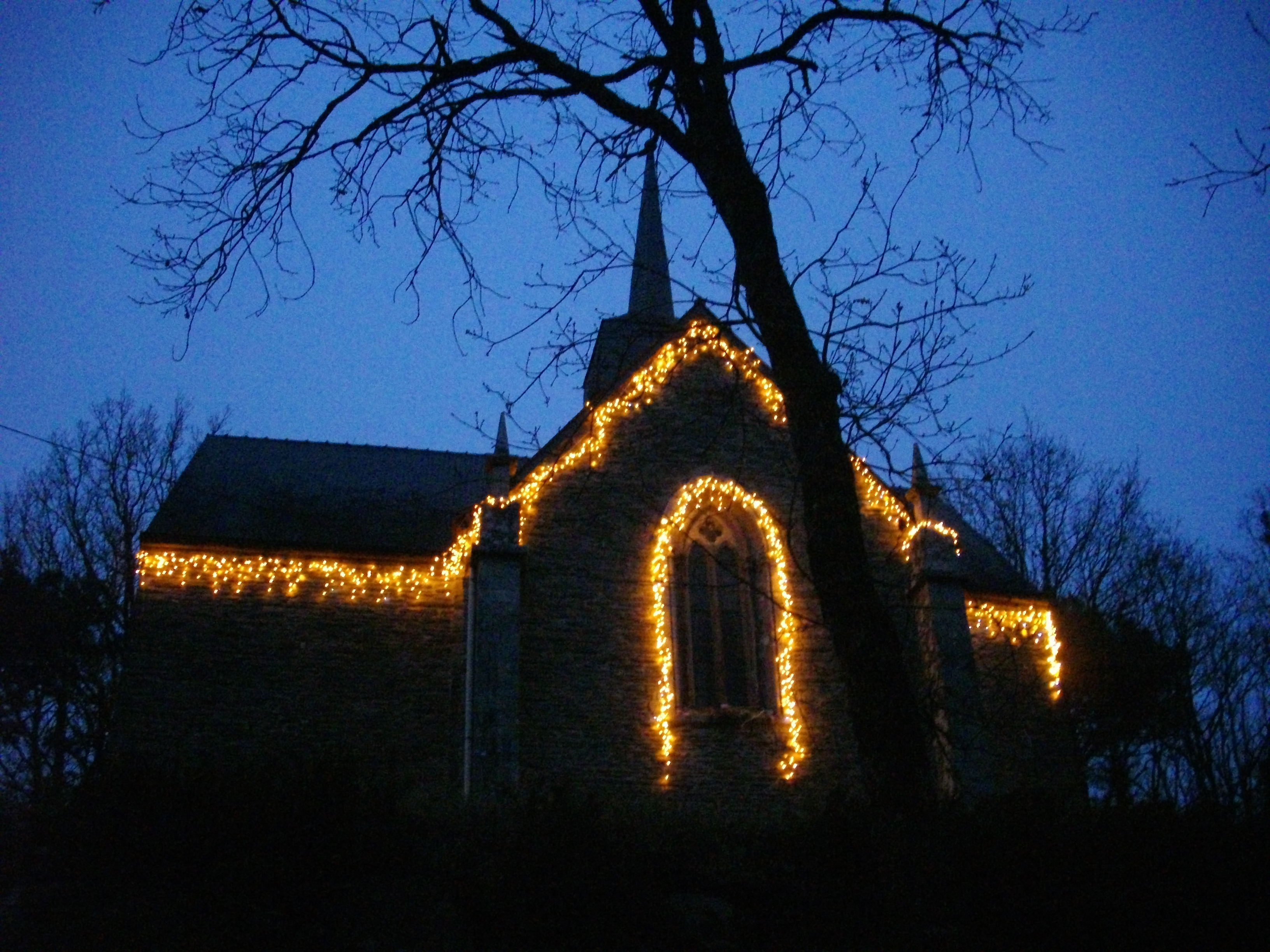
La chapelle Saint-Roch vue de nuit, illuminée.

- les halles.
- Une maison de retraite a été construite au XVIIIe siècle.
- Une glycine de couleur mauve, plus que centenaire, recouvre la façade et le pignon ouest de la mairie.

### École
La commune compte une école primaire de 60 élèves : l'école Sylvain-Pradeau.

### Distinctions touristiques
La commune a obtenu différents labels :
- elle fait partie des Petites Cités de Caractère et des plus beaux villages de France ;
- elle est un village fleuri, ayant obtenu quatre fleurs au concours des villes et villages fleuris au palmarès 2006. Quatre communes du Morbihan ont ce label en 2009[Note 4].

Par ailleurs, Rochefort-en-Terre est arrivé en première place du classement 2016 de l'émission télévisée Le Village préféré des Français.
Le village est élu « merveilleux Village de Noël » le 23 décembre 2017, durant l'émission de TF1 qui l'a choisi en fonction des illuminations, des spécialités culinaires ou encore des traditions de Noël.

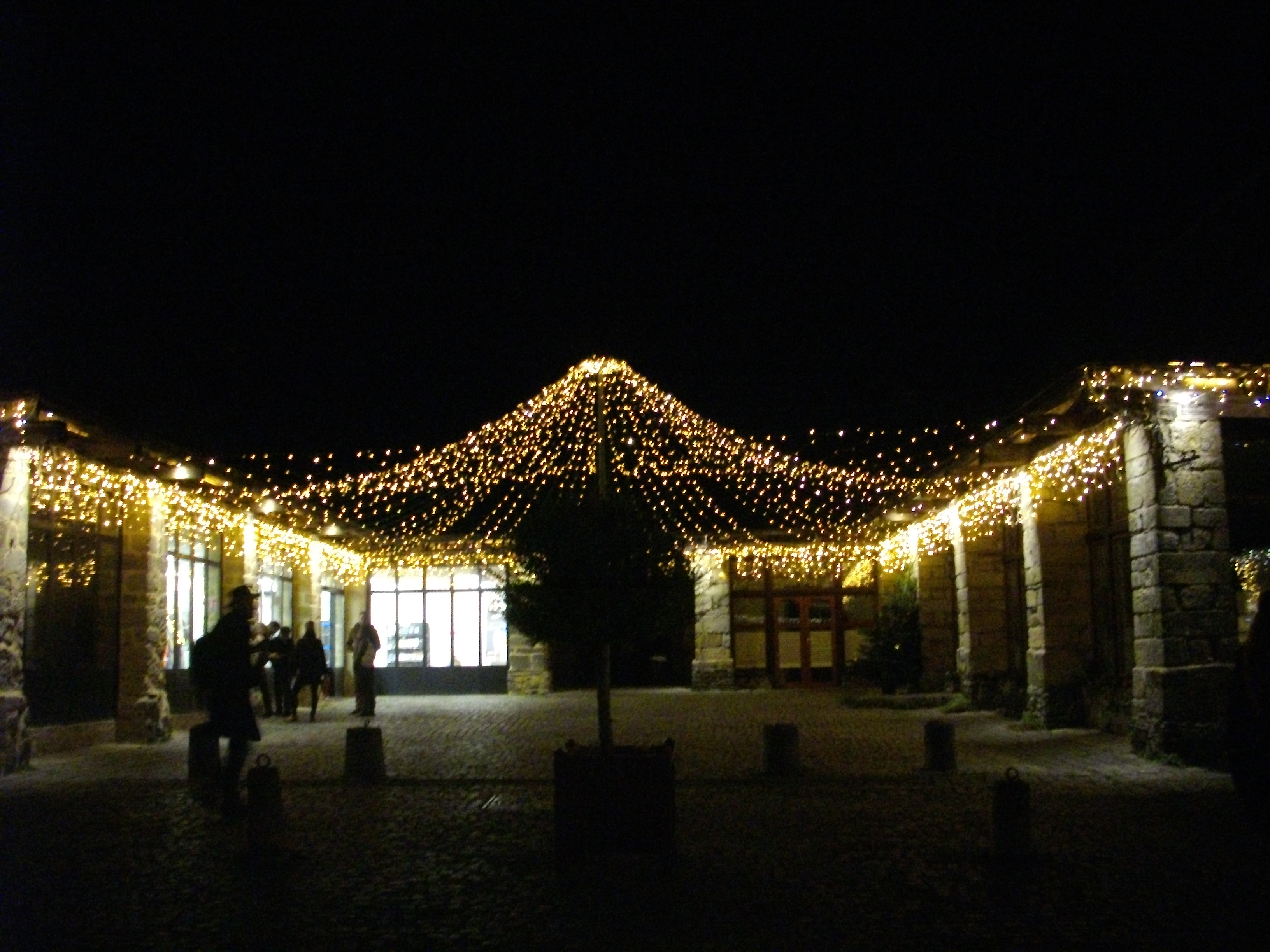
Anciennes halles illuminées.
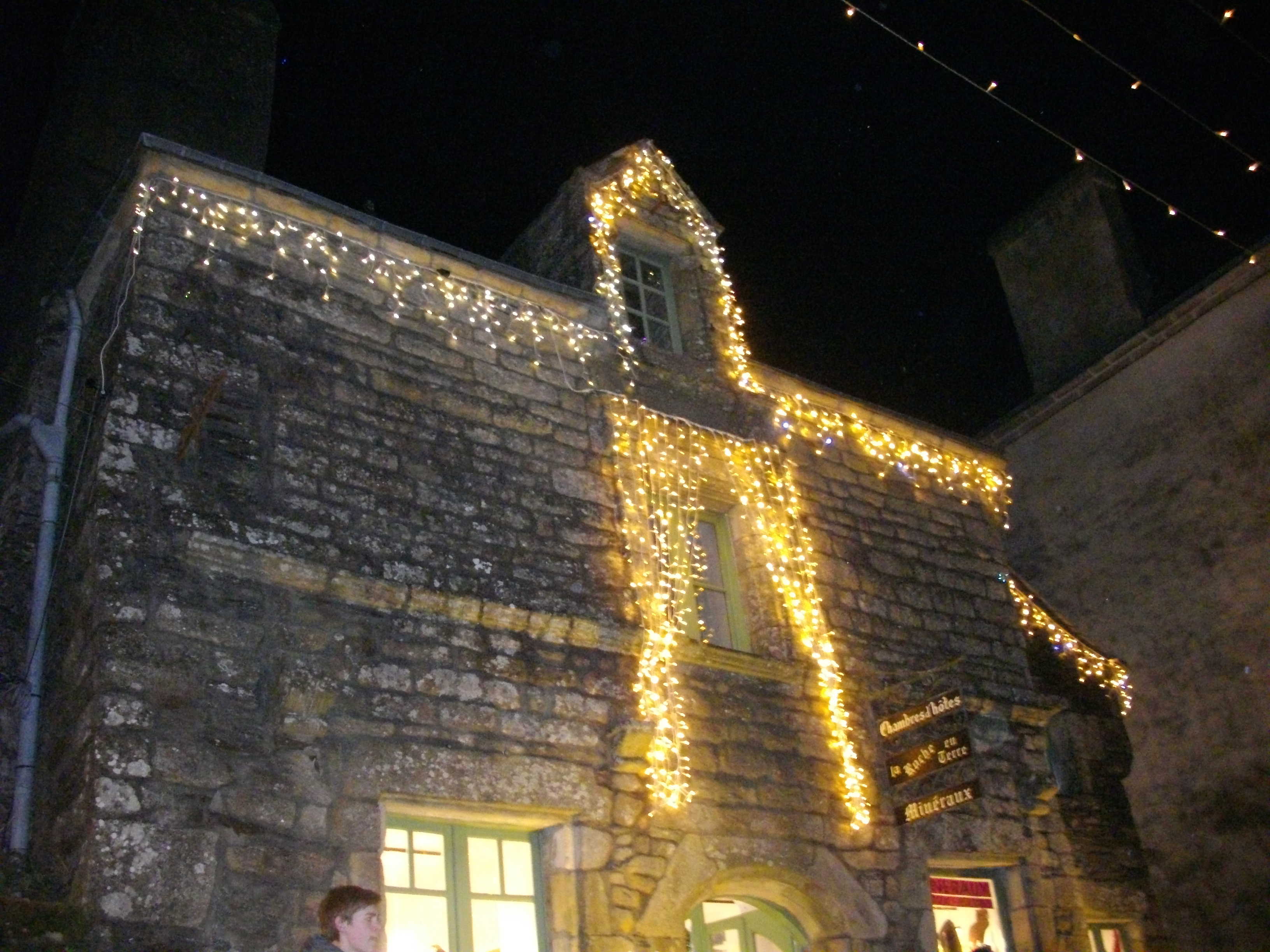
Maison illuminée.
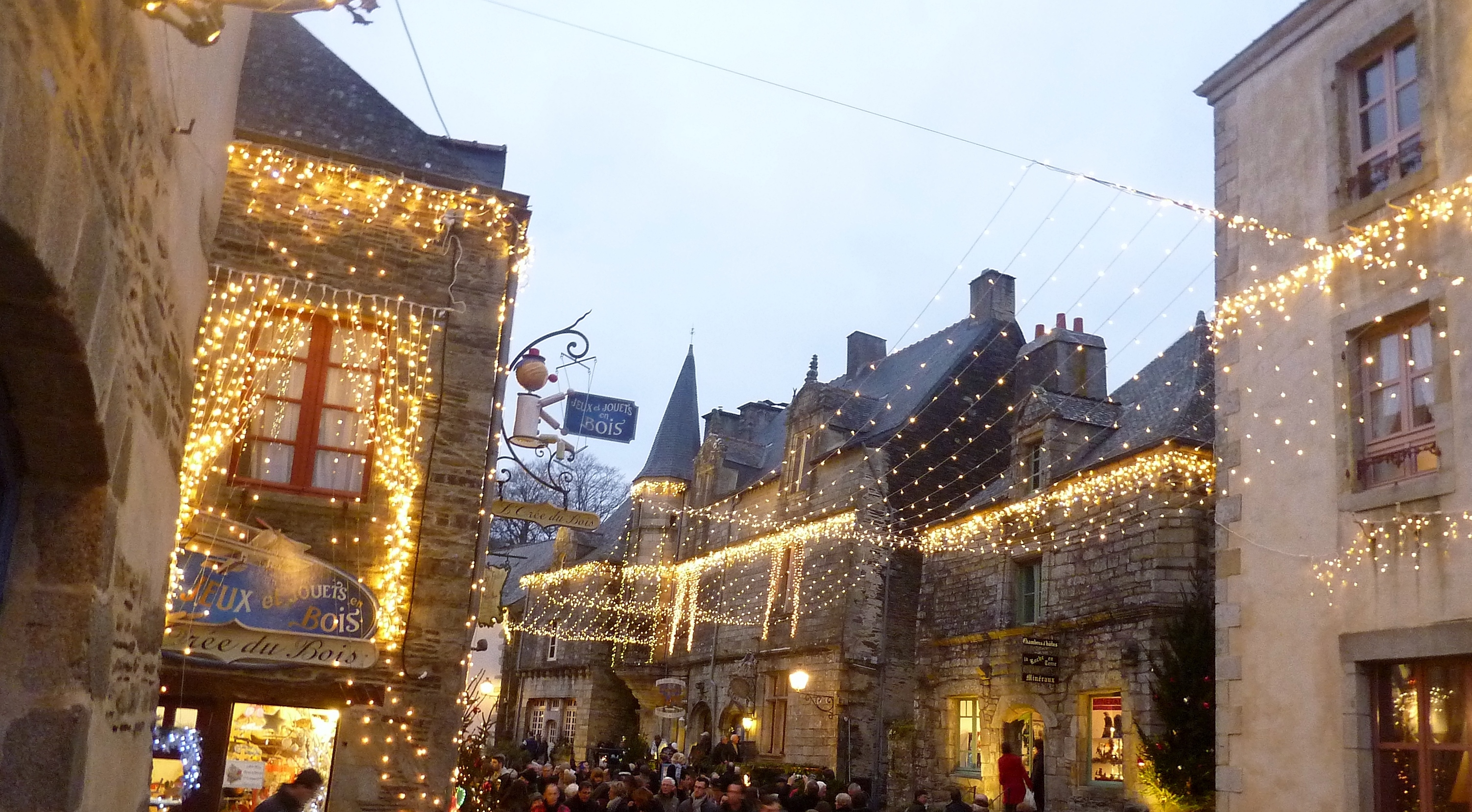
Illuminations de Noël à Rochefort-en-Terre (décembre 2014) 1.
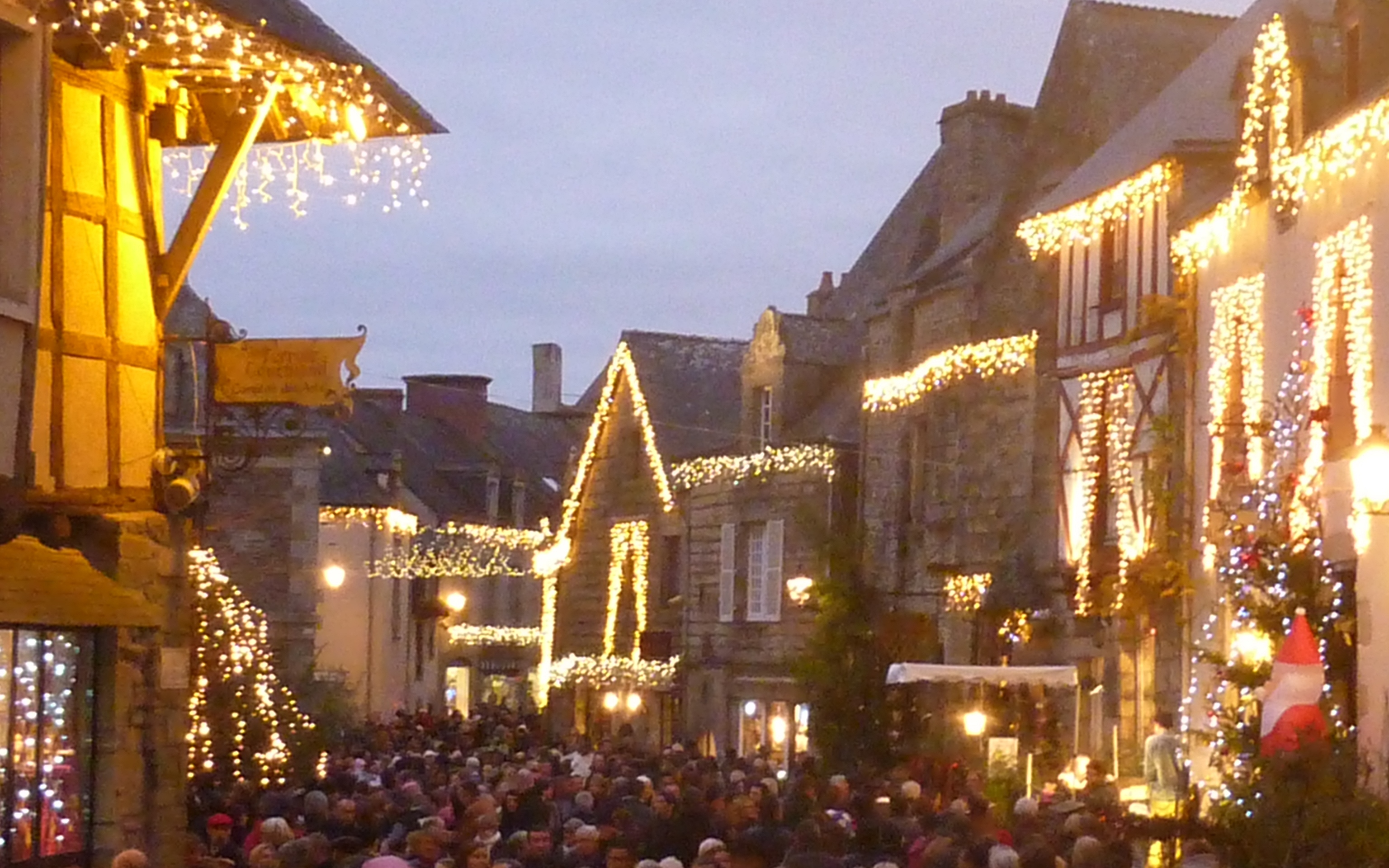
Illuminations de Noël à Rochefort-en-Terre (décembre 2014) 2.

### Tableaux et photographies représentant Rochefort-en-terre et ses environs
- Ferdinand du Puigaudeau : Office du soir ou Calvaire de Rochefort-en-Terre (Musée des beaux-arts de Vannes)
- Mortimer Menpes : À Rochefort-en-Terre (1905)

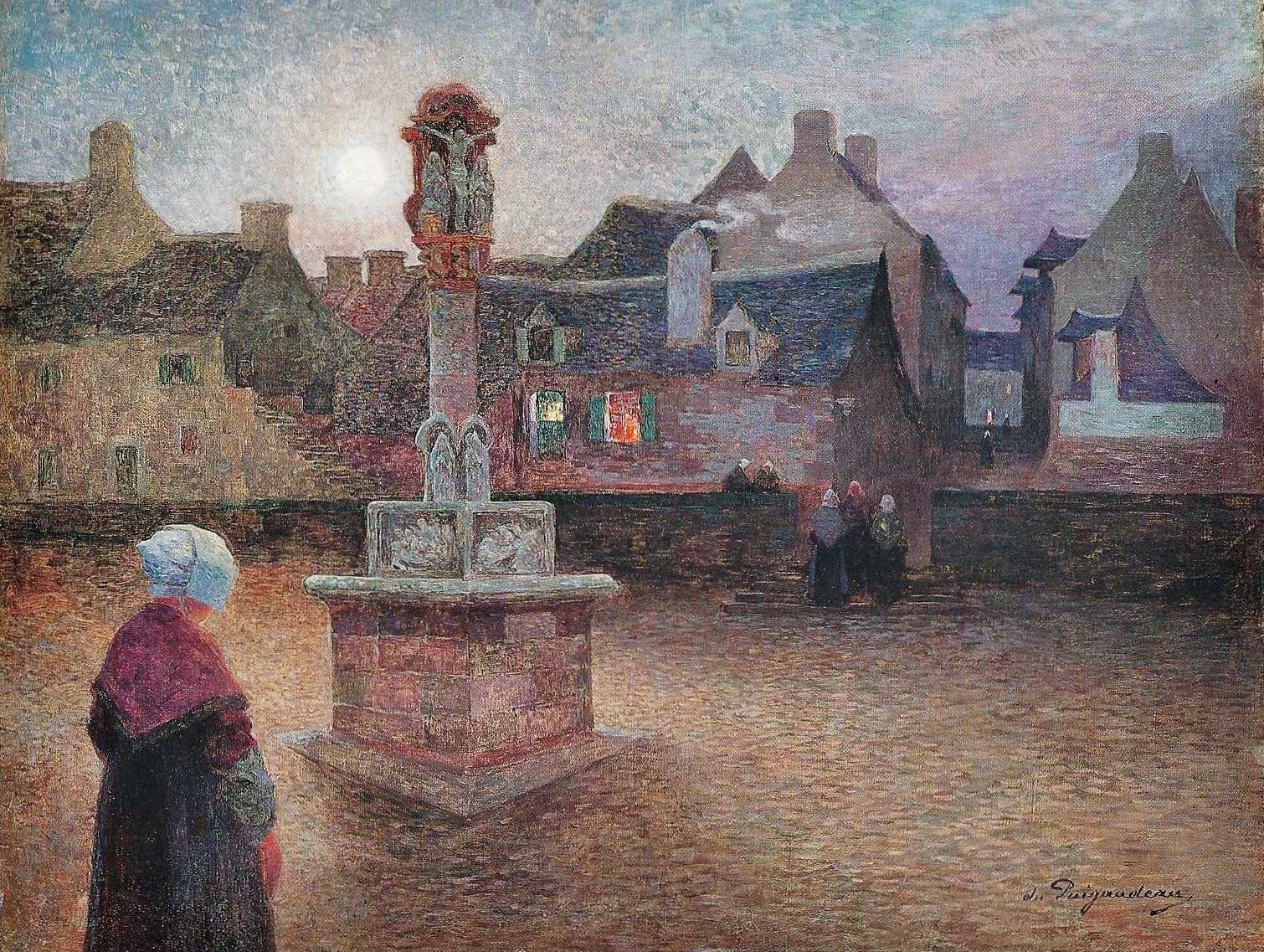
Ferdinand du Puigaudeau : Le calvaire de Rochefort-en-Terre ou L'Office du soir (Musée des Jacobins, Morlaix, vers 1895).
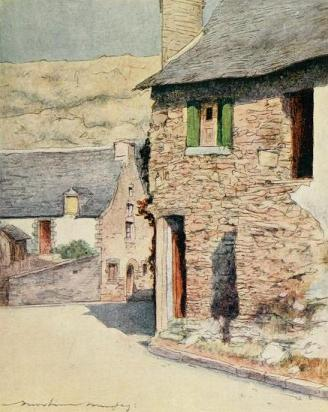
Mortimer Menpes : À Rochefort-en-Terre (1905)
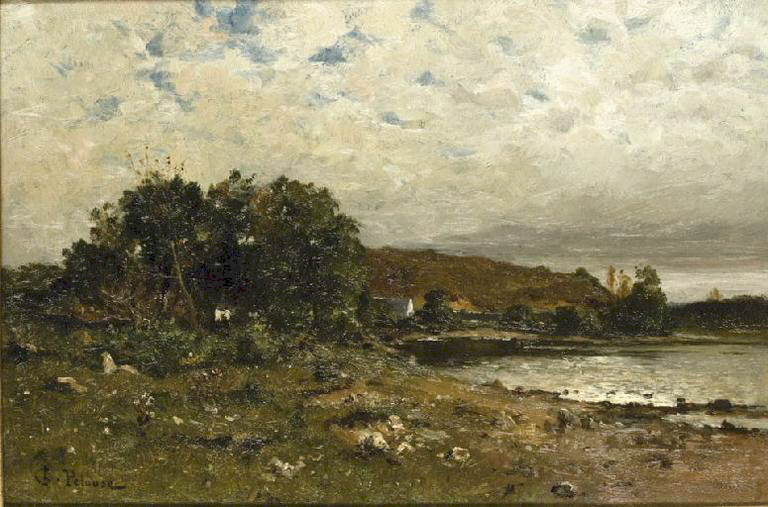
Léon Germain Pelouse : La rivière (L'étang de Rochefort-en-Terre) (1882, Musée Malraux, Le Havre).
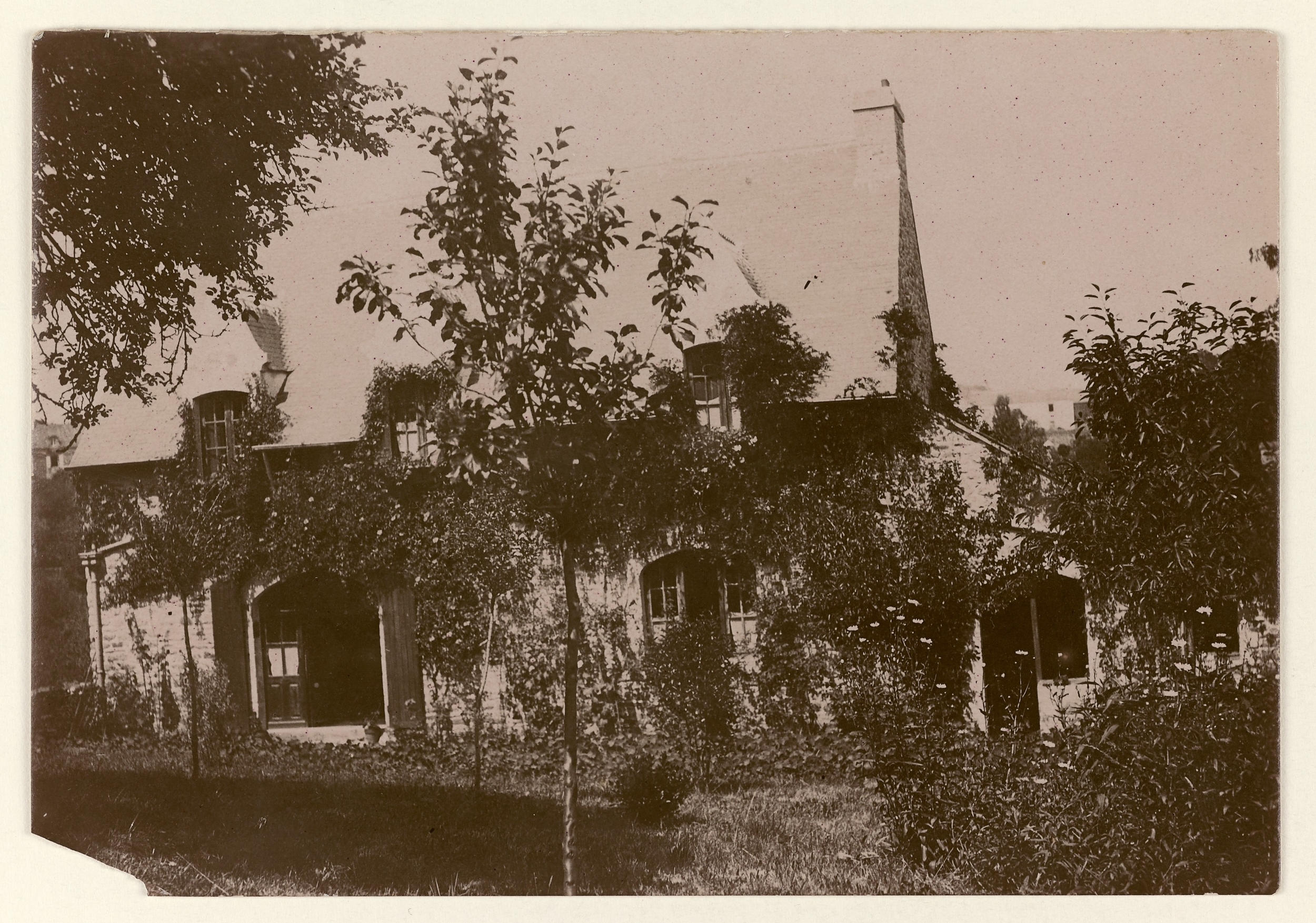
Maison de Charles et Claire Géniaux à La Fuye près de Rochefort-en-Terre. (Musée de Bretagne, 1913-1917).
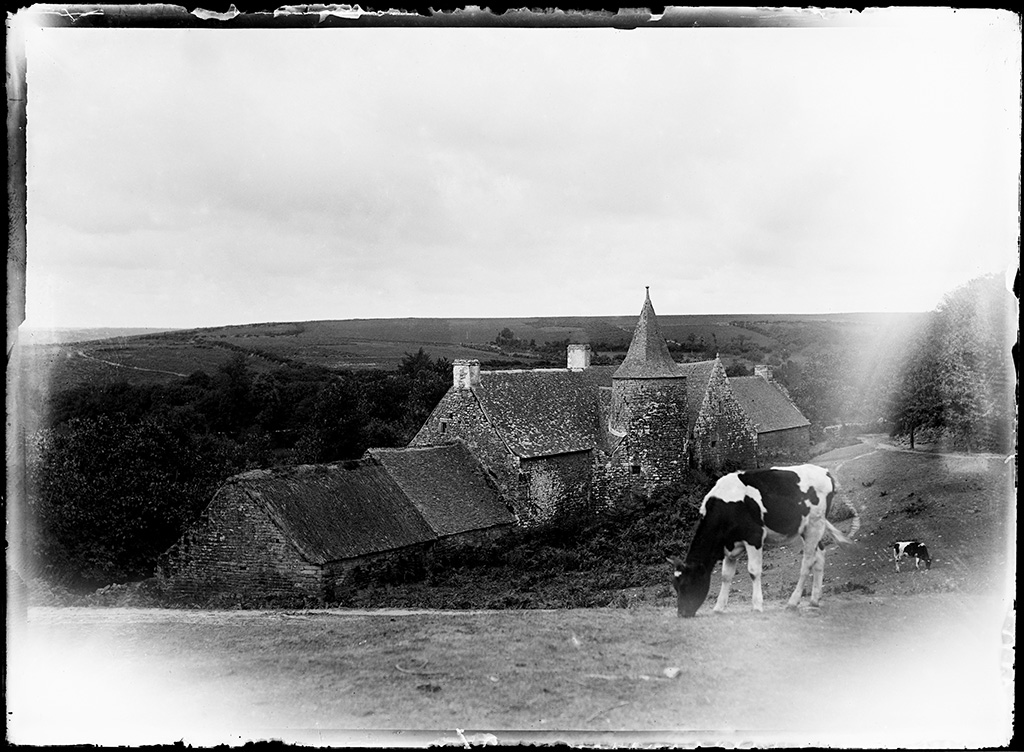
Demeure de La Fuye où vécurent Charles et Claire Géniaux. (Musée de Bretagne, non daté).

### Héraldique
|  | Les armoiries de Rochefort-en-Terre se blasonnent ainsi : Vairé d’or et d’azur. |

## Personnalités liées à la commune
- Marie Rose de Larlan de Kercadio de Rochefort, marquise des Nétumières, fille du seigneur de Rochefort, et épouse du parlementaire breton Charles Paul Hay des Nétumières, dont le portrait peint en 1750 par Jean-Étienne Liotard est conservé au Detroit Institute of Arts - Michigan, USA.
- Le peintre suisse Marius Borgeaud y a peint durant une dizaine d’années, à partir de 1909, notamment des intérieurs d'auberge.
- Françoise d'Amboise aurait séjourné à Rochefort-en-Terre où habitait son oncle de Rieux vers 1460. C'est dans la collégiale qu'elle aurait fait le serment solennel de ne pas se remarier. Elle a sa statue dans l'église.
- Marie-Louise Trichet est venue à Rochefort-en-Terre au XVIIIe siècle pour signer l'acte de fondation de la maison de retraite.
- Le peintre américain Alfred Klots, à l'origine du renouveau de la cité.
- Naïa la sorcière
- La chanteuse Tonia Le Goff
- Charles Géniaux, romancier et photographe du XIXème-XXème siècle, avait une maison à Rochefort-en-Terre[54]. Ce dernier écrira d'ailleurs un texte, et prendra en photographie, la sorcière Naïa, figure iconique des lieux[55]. Charles Géniaux a, plus précisément, vécu à La Fuye, avec son épouse Claire Géniaux, dans une maison qu'il achète le 30 novembre 1911. Les travaux permettant de s'y installer sont terminés en 1913[56]. La maison est l’ancienne propriété des seigneurs de Rieux. Il s’agit d’un « petit clos de treize ares planté de pommiers moussus » comme l’écrit Claire Géniaux[57]. Elle comprend une maison, une écurie, un refuge à porcs, un jardin côté sud, et une pâture triangulaire au nord. Jusqu’à la Première Guerre Mondiale, Paul Géniaux, le frère de Charles, viendra lui aussi séjourner dans cette demeure, rendant visite à son ainé. Mais le couple Géniaux mettra la maison en vente 1918, partant s’installer dans le Sud de la France[58].